# Khatchkar
Un khatchkar, khachkar ou xač‘k‘ar (en arménien : խաչքար, « pierre à croix » — et non « croix de pierre » —, prononcé [χɑtʃkɑɹ], ) est une « stèle de forme arquée ou rectangulaire […] sculptée d'une ou de plusieurs croix accompagnée souvent d'un décor ornemental, parfois de figures humaines et d'inscriptions ». Spécificité de l'art arménien, il était autrefois présent sur tout le territoire de l'Arménie historique et est aujourd'hui particulièrement préservé en Arménie et systématiquement détruits au Haut-Karabagh par l'Azerbaïdjan.
Dressées, encastrées, rupestres ou en chapelle, ces œuvres, mesurant généralement d'1,5 à 2 m de hauteur, de 0,5 à 1,5 m de largeur et de 10 à 30 cm d'épaisseur, ont une fonction soit votive, soit commémorative, soit apotropaïque ; elles constituent parfois des « cimetières de khatchkars », comme à Noradouz ou, avant sa destruction, à Djoulfa. Elles incarnent la christologie de l'Église apostolique arménienne, en ce qu'elles ne représentent pas la mort du Christ mais sa nature divine, en un arbre de vie.
L'histoire de l'art des khatchkars est généralement divisée en quatre périodes : la période des origines, incertaines, du IVe au IXe siècle, celle de la création et de la formulation, du IXe au XIe siècle, celle de l'achèvement et de la perfection, du XIIe au XIIIe siècle, et enfin la période finale, du XIVe au XVIIe (voire XVIIIe) siècle. Malgré un renouveau depuis les années 1960, les khatchkars modernes ne rivalisent pas avec les khatchkars classiques.
Depuis le 17 novembre 2010, « L’art des croix de pierre arméniennes. Symbolisme et savoir-faire des Khachkars » figure sur la liste du patrimoine culturel immatériel de l'humanité de l'UNESCO.

## Le khatchkar, «pierre à croix»

### Étymologie
En arménien, le mot « xač‘k‘ar » (խաչքար) se décompose en « xač‘ », « croix » (խաչ), et « k‘ar », « pierre » (քար). Le nom signifie donc littéralement « croix-pierre » et se traduit « croix sur pierre » ou « pierre à croix » (la fréquente traduction « croix de pierre » est en réalité fautive, un khatchkar n'ayant généralement pas la forme d'une croix).

### Définition
Les khatchkars sont un type de sculpture semblant « le plus caractéristique de l'Arménie », et en tout cas typique de l'art arménien, voire « une forme cultuelle et artistique propre à l'Arménie ». Les khatchkars sont des « stèles de forme arquée ou rectangulaire […] sculptées d'une ou de plusieurs croix accompagnées souvent d'un décor ornemental, parfois de figures humaines et d'inscriptions ». Les ornements de la stèle, orientée vers l'est, sont situés sur la face ouest et sculptés en bas-relief, de manière continue. La pierre utilisée est en principe une pierre locale et relativement tendre : tuf, basalte, andésite, felsite, grès.
La hauteur d'un khatchkar varie en général entre 1,5 et 2 mètres ; on relève toutefois des exemplaires pouvant s'élever à 6 mètres (cas de deux khatchkars de 1194, Aprank, région d'Erzenka, l'actuelle Erzincan). La largeur équivaut quant à elle dans la plupart des cas à environ la moitié de la hauteur du khatchkar (en moyenne de 0,5 à 1,5 m) ; les khatchkars de Djoulfa (Nakhitchevan) font cependant exception : leur hauteur équivaut en général au triple de leur largeur. Enfin, l'épaisseur de la stèle varie entre 10 et 30 cm.
Deux types particuliers de khatchkars se distinguent de la norme par leur forme :
- la forme tewawor xač‘ (Թեվավոր խաչ) : la stèle revêt alors l'apparence d'une « croix aux bras libres »[11] ;
- la forme ormnap‘ak xač‘ (Որմնափակ խաչ, « croix sertie de maçonnerie ») ou xač‘k‘aramatuṙ (խաչքար-մատուռ, « chapelle-khatchkar ») : le ou les khatchkars sont encastrés dans des espèces de petites chapelles[8].

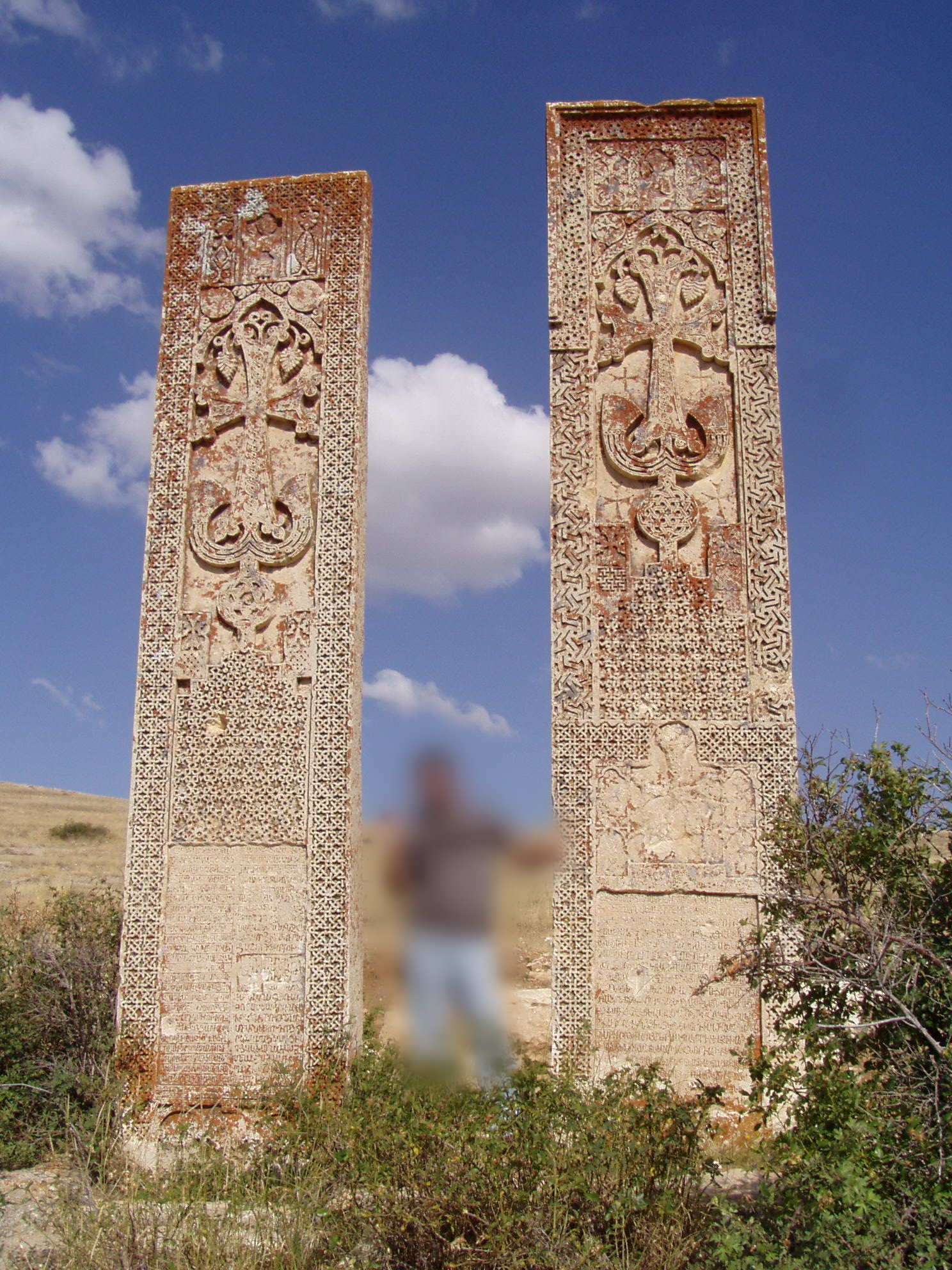
Khatchkars géants d'Aprank, 1194[8],[Ic. 2].
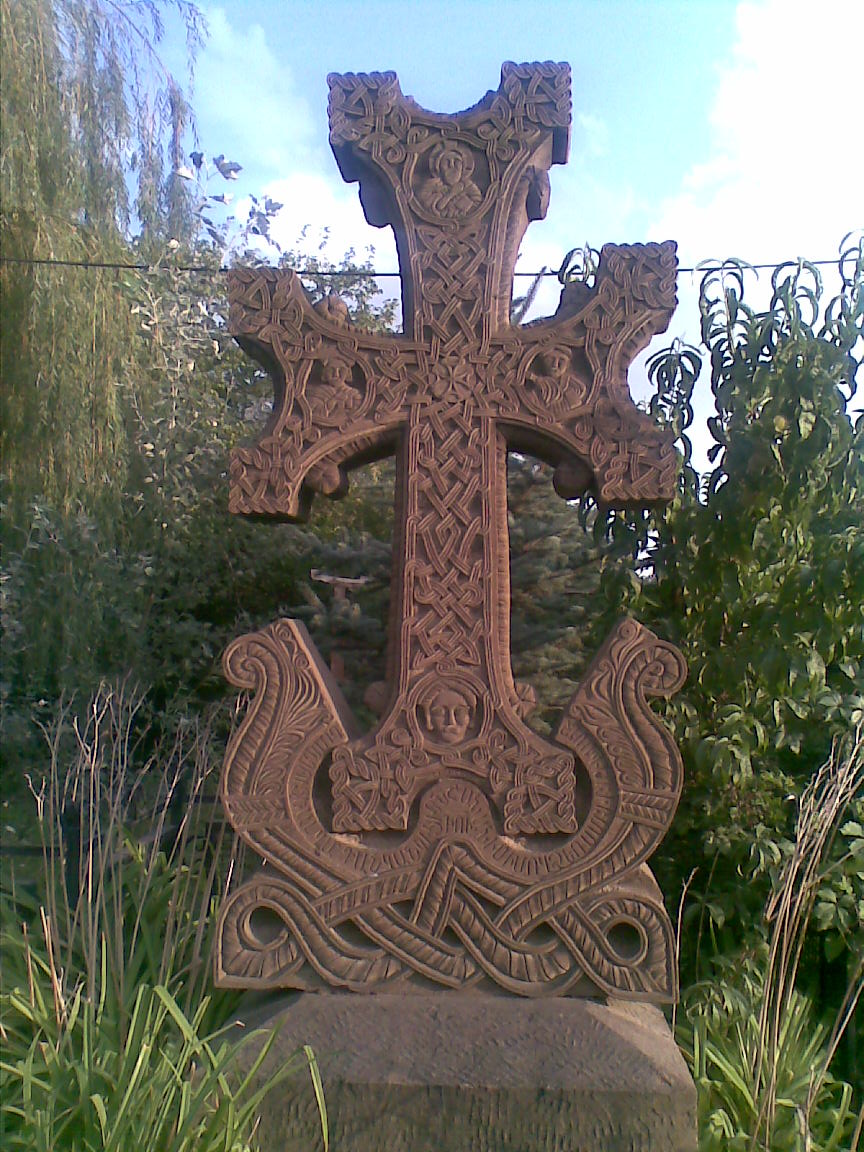
Khatchkar aux bras libres, date récente, Sourp Gevorg de Moughni[Ic. 3].
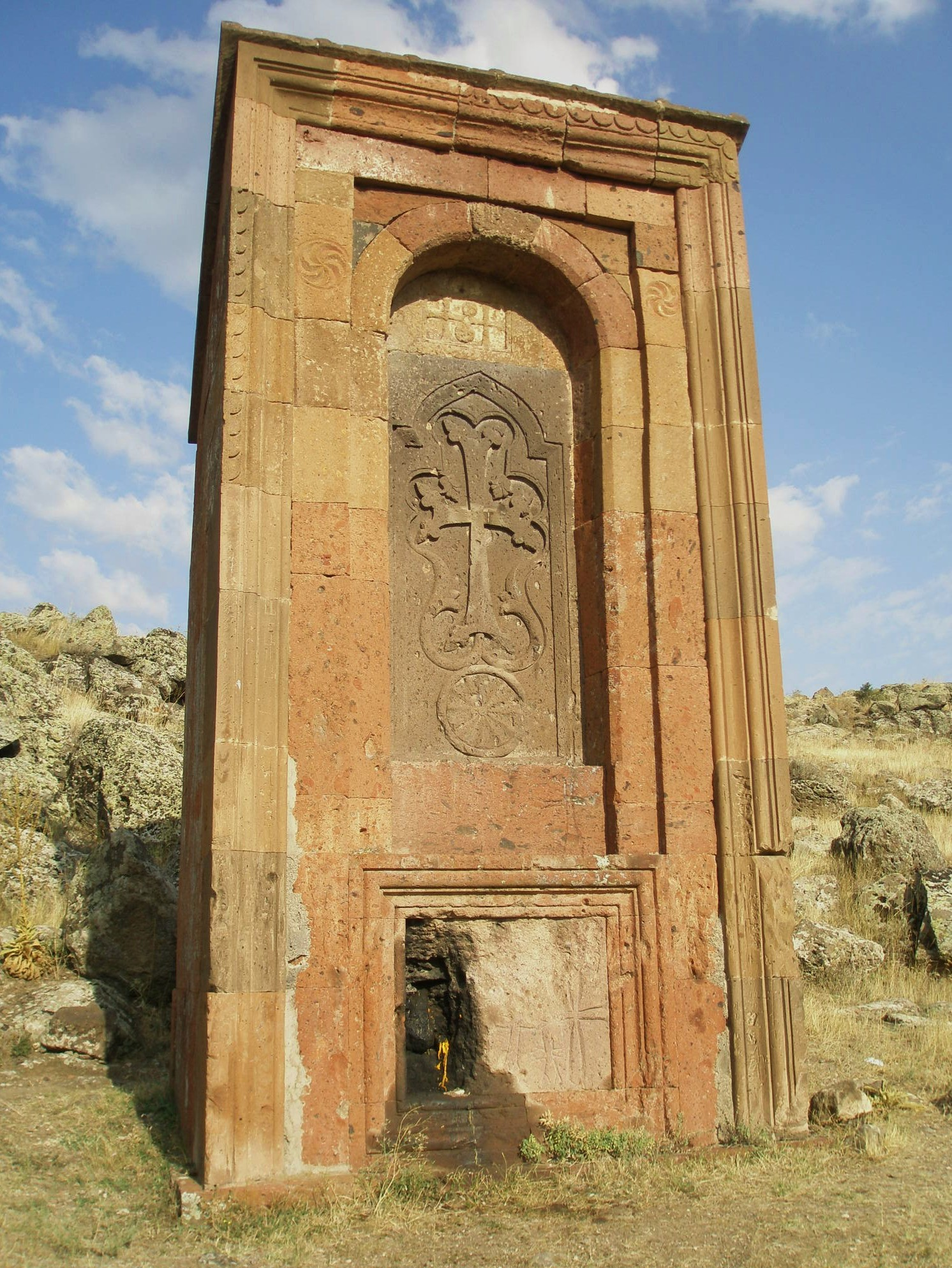
Chapelle-khatchkar, XIIIe siècle, Byurakan (Artavazik)[12],[Ic. 4].
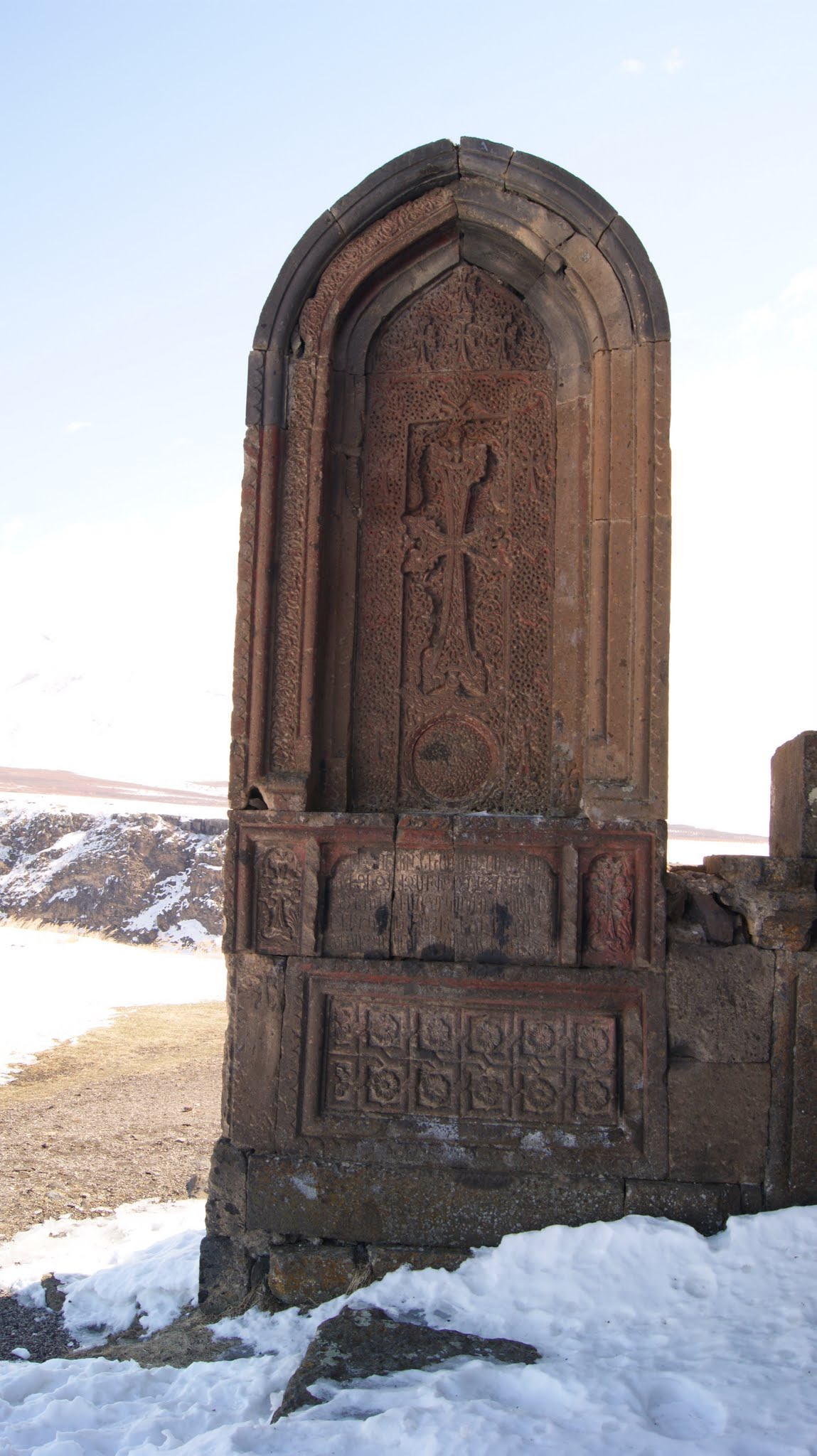
Chapelle-khatchkar de Thaddée, 1309, Saghmosavank[13],[Ic. 5].

Les khatchkars sont :
- soit dressés, dans la majorité des cas posés sur un socle et fixés à l'aide d'un tenon[8], le tout sur un piédestal ou non, en pleine nature ou à proximité d'un lieu de culte ;
- encastrés à même les murs d'un tel lieu ;
- rupestres, c'est-à-dire directement sculptés à même la roche[2].

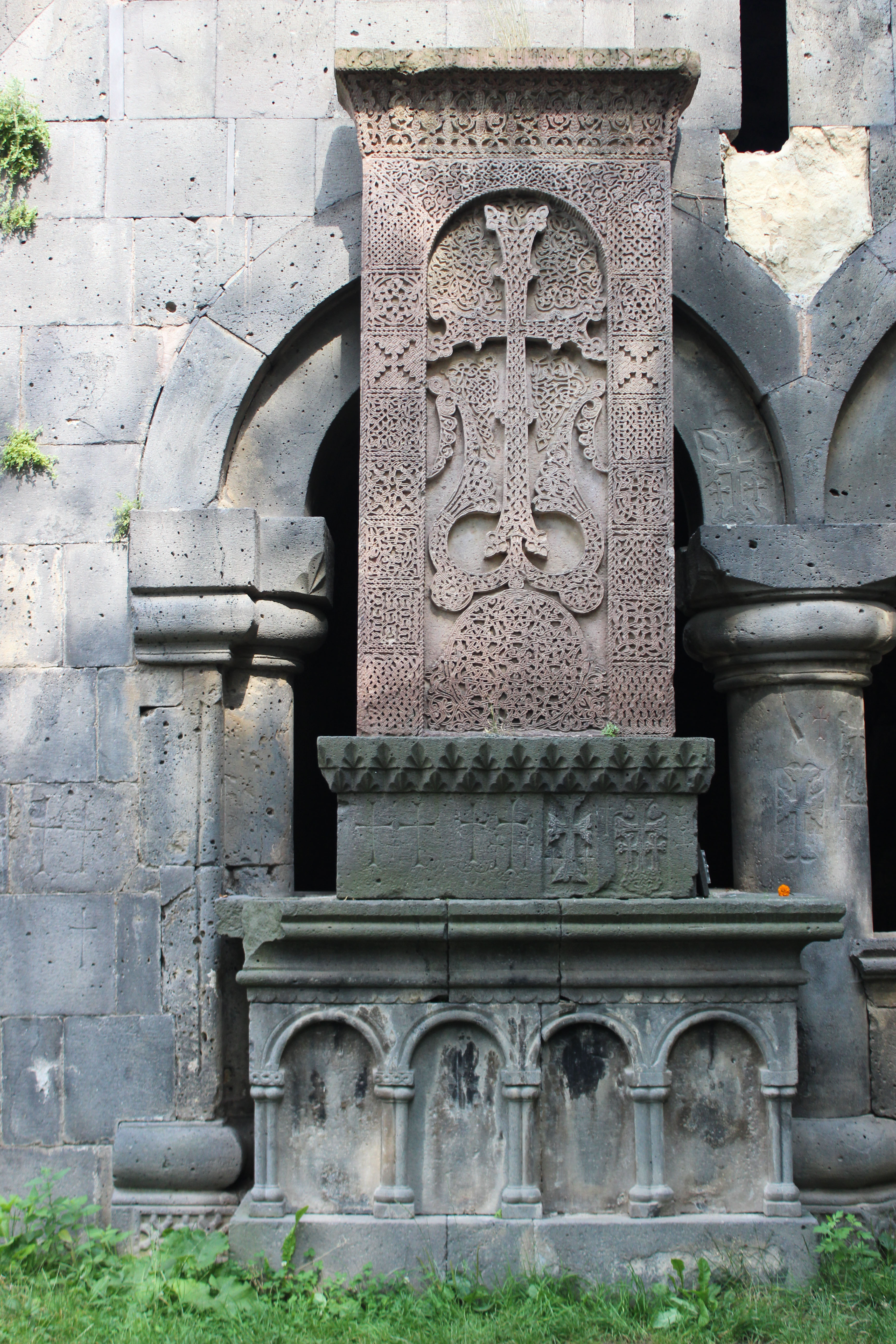
Khatchkar dressé sur piédestal, XIIIe siècle, gavit, monastère de Sanahin[14],[Ic. 6].
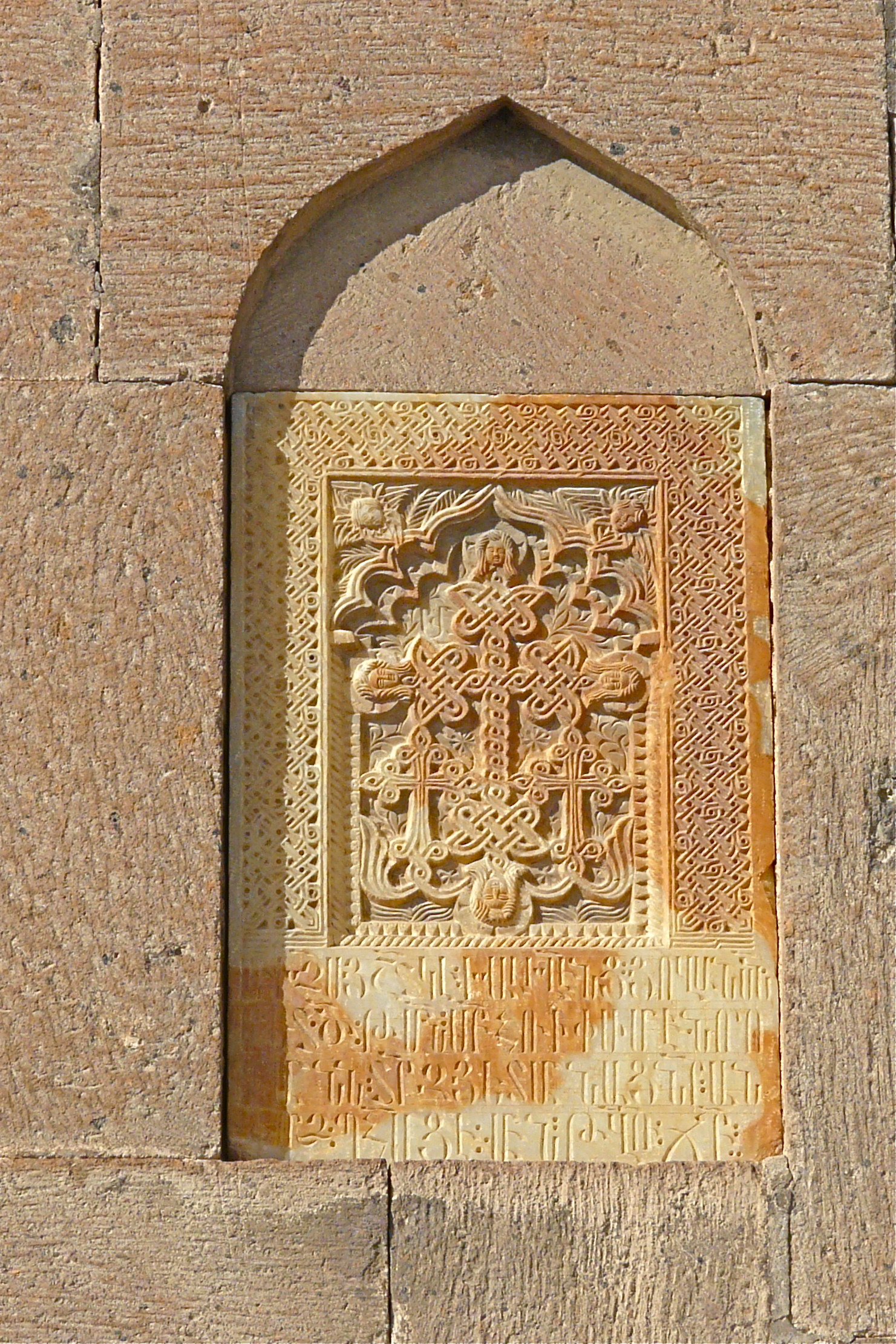
Khatchkar encastré (probablement XIIIe siècle), Sourp Hripsime, Etchmiadzin.
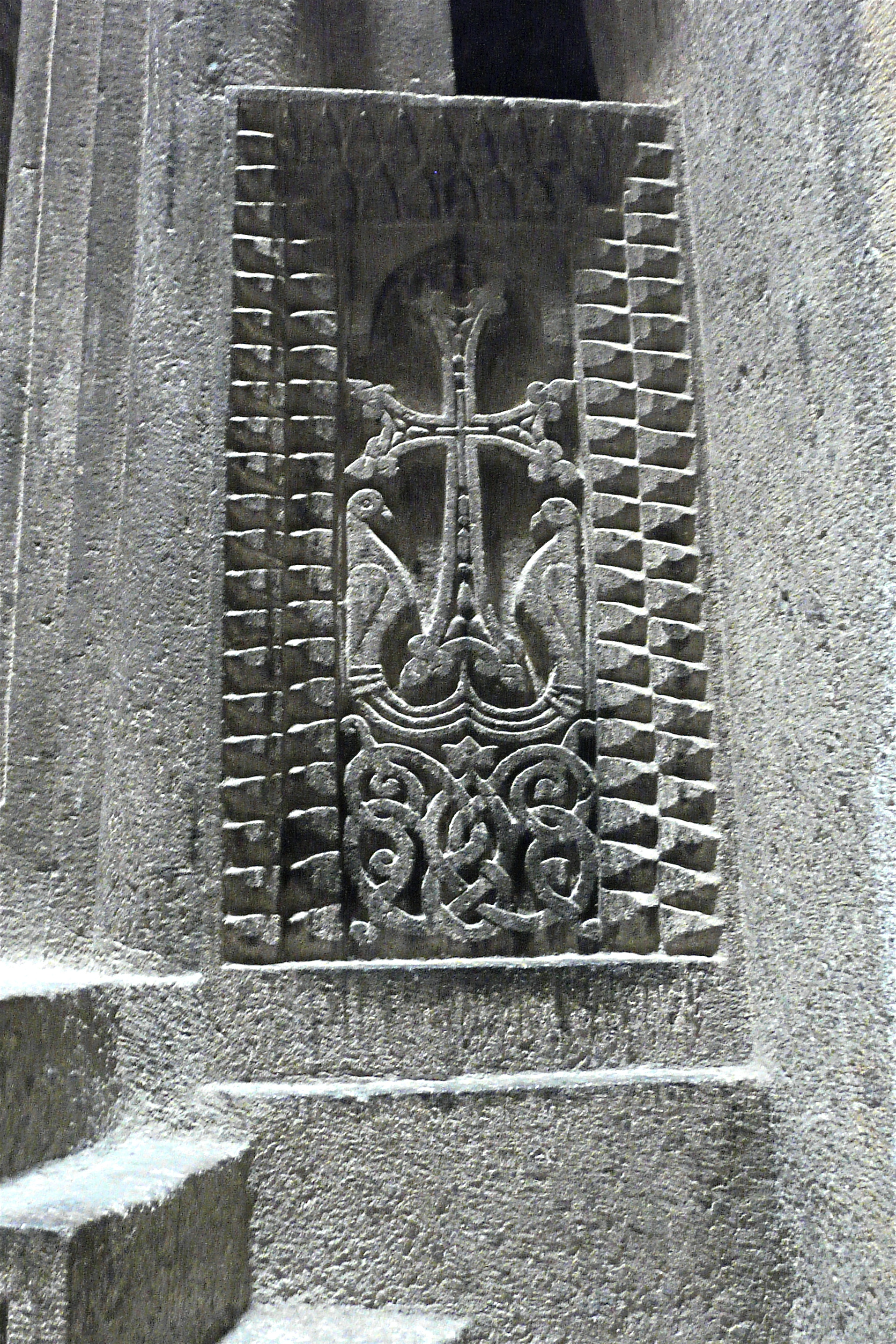
Khatchkar rupestre, église des Prochian, 1283, monastère de Geghard[15].

### Fonction
Les khatchkars remplissent essentiellement trois types de fonction :
- une fonction votive : le khatchkar est alors une prière pour le salut de l'âme du donateur, voire de ses parents — la formule typique est « cette croix a été élevée en intercession auprès de Dieu pour [le salut de l'âme de] X… et de ses parents » ;
- une fonction commémorative, plus rare : le khatchkar rappelle une fondation, une construction, une victoire militaire, etc. ;
- une fonction apotropaïque, encore plus rare : le khatchkar, alors appelé tsasman (Ցասման)[16], sert de protection ou de protestation contre les démons ou les catastrophes naturelles[2].

Les khatchkars isolés peuvent également être utilisés comme des bornes, pour un terrain, une route ou une frontière.

### Symbolique
La symbolique du khatchkar est issue de l'époque à laquelle il apparaît en Arménie : le khatchkar est « la quintessence de sa christologie », dont la définition se stabilise au VIIIe siècle sous le catholicos Hovhannès III d'Odzoun, « une des manifestations les plus patentes de la distance qui sépare l’Arménie des mondes grec et latin ». La nature divine du Christ est alors mise en avant, ce qui a pour conséquence la non-représentation de sa mort ; la croix, dont le culte est un « trait dominant de la dévotion populaire des Arméniens ». Le juriste Mkhitar Goch explique que « les Grecs et les Géorgiens honorent davantage les images, les Arméniens, la croix ». Elle n'est alors pas « l'instrument du supplice du Christ […] l'image du bois sur lequel il a été crucifié », mais « un arbre de vie, le symbole de la victoire sur la mort ». En tant que stèle dressée, « cette construction en verticale symboliserait le passage du flux vital, souffle de vie… ».
Selon les mots de Jean-Pierre Mahé :

« La croix figure les arbres fabuleux du paradis, l'arbre de vie et l'arbre de science, à quoi voulut goûter Adam, mais aussi le trône très glorieux où le Christ, nouvel Adam, fut élevé et suspendu comme fruit de la connaissance du Père. Les racines de cet arbre ne sont pas figées dans la terre, elles remontent au contraire vers le ciel, elles se chargent de grappes de raisin et de grenades, fruit eucharistique et gage d'immortalité. »

« Représentation aniconique de l'emblème du Christ », cette croix (latine, donc paradisiaque) n'est alors plus xač‘ (« croix ») mais nšan, un « Signe […] céleste et rayonnant ». Cette même croix, au niveau central de la stèle, relie le niveau inférieur (« le monde, la vie de l'homme, le passé et le mal ») au niveau supérieur (« le ciel, le sacré, le futur et le bien »), en « médiatrice universelle entre le croyant et Dieu ».
Par ailleurs, dans la croyance populaire, un khatchkar contient une parcelle de la Vraie Croix. Il « illustre le mieux certains aspects importants de la spécificité arménienne en matière de mentalité, de position dogmatique et de création esthétique ».
Enfin, le caractère continu des ornements du khatchkar crée « une illusion d'infini […] qui transmet au signe sacré une visibilité mystérieuse et une force particulière ».

## Histoire
L'histoire de l'art des khatchkars est généralement divisée en quatre périodes : la période des origines, incertaines, du IVe au IXe siècle, celle de la création et de la formulation, du IXe au XIe siècle, celle de l'achèvement et de la perfection, du XIIe au XIIIe siècle, et enfin la période finale, du XIVe au XVIIe (voire XVIIIe) siècle.

### Origines?
Les khatchkars se voient parfois inscrits, principalement par les auteurs formés à l'époque soviétique, dans une tradition remontant à la préhistoire : ils seraient ainsi les descendants d'une lignée remontant aux pierres dressées, comme celles de Zorats Karer, en passant par les pierres vichap (pierres « dragon » des pentes de l'Aragats ou du Gegham), par les stèles urartéennes, sur lesquelles des croix ont parfois été ajoutées, par les stèles chrétiennes de l'époque préarabe, et par les colonnes, comme celles d'Odzoun, de la même période.

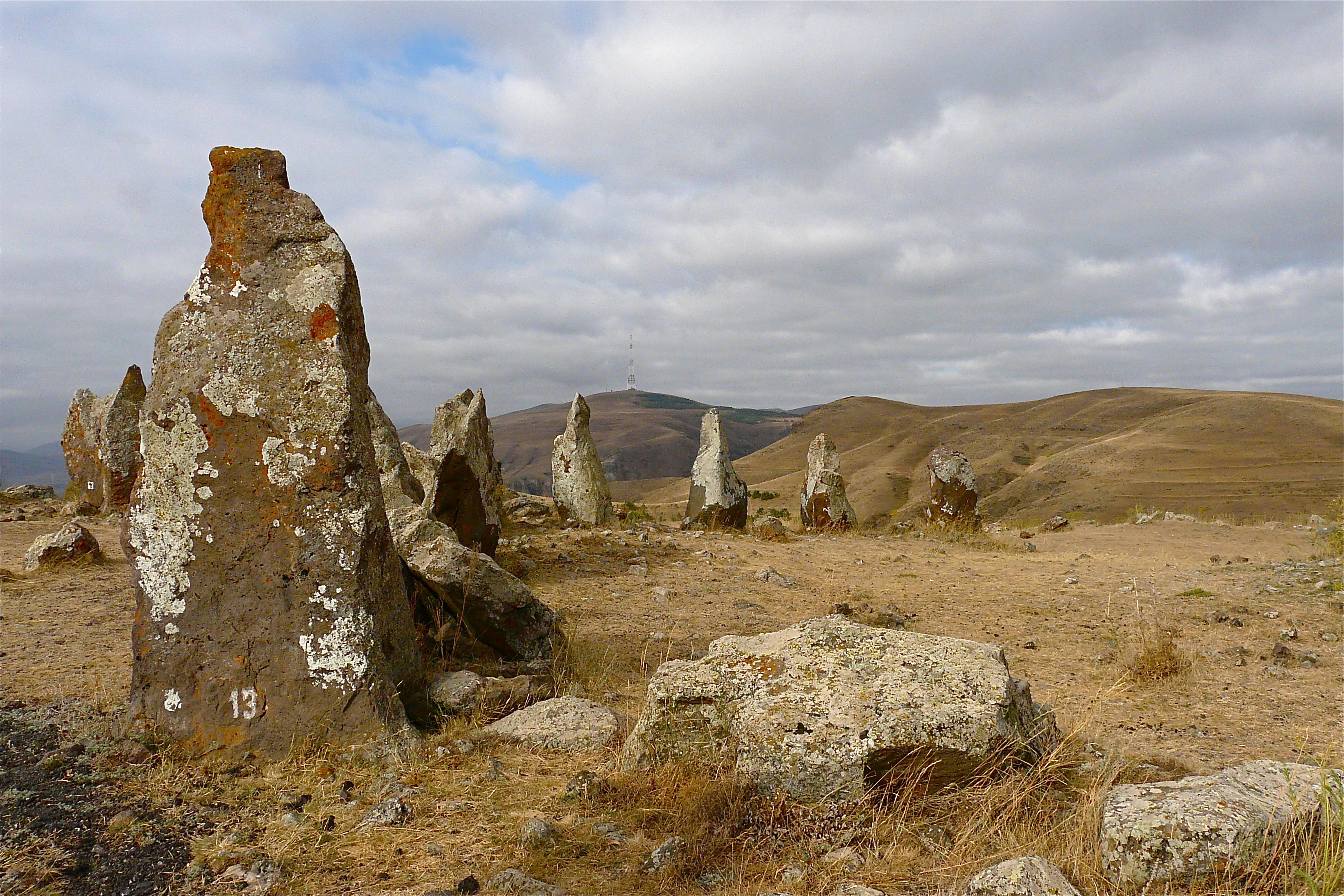
Pierres dressées de Zorats Karer.
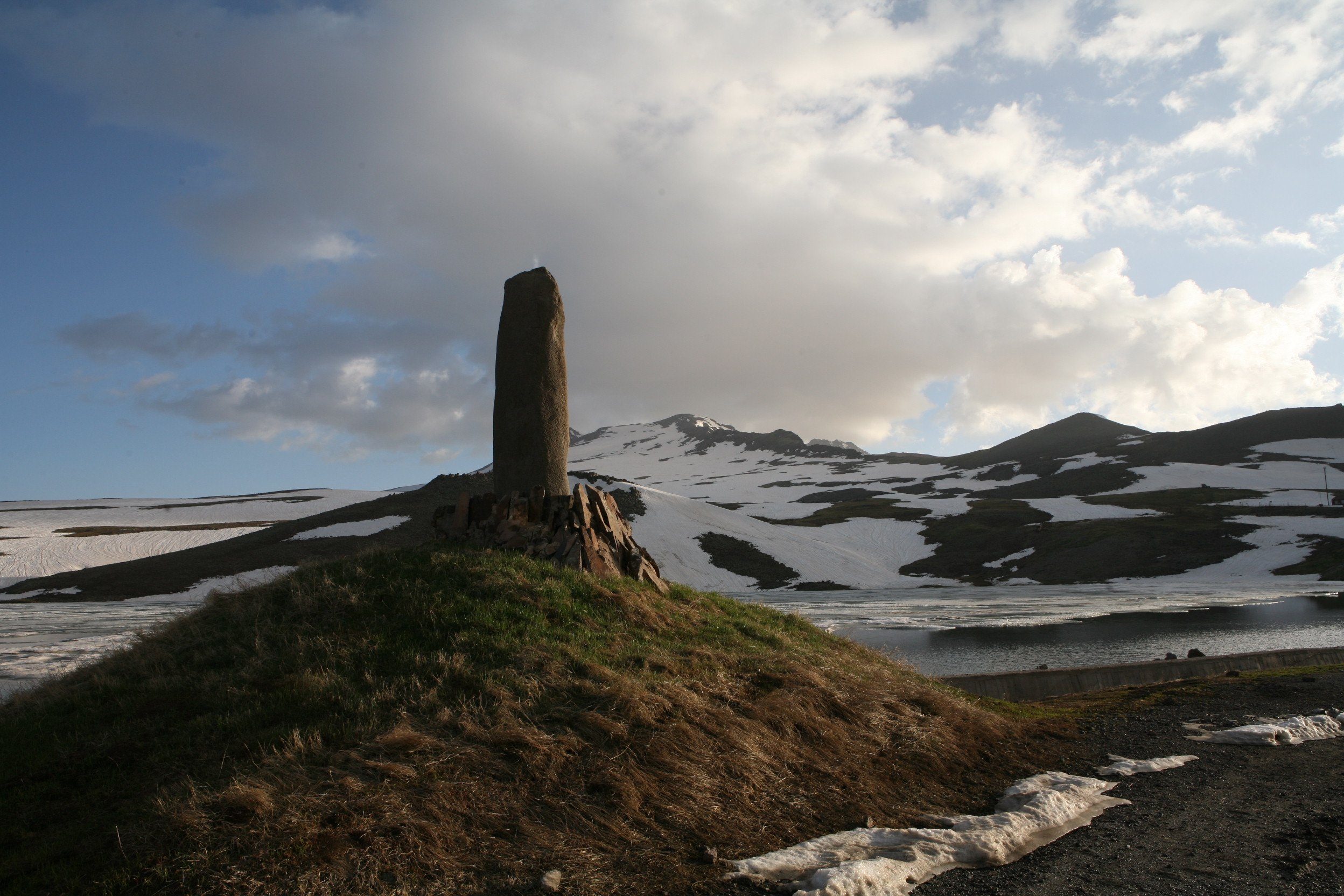
Vichap sur les pentes de l'Aragats.
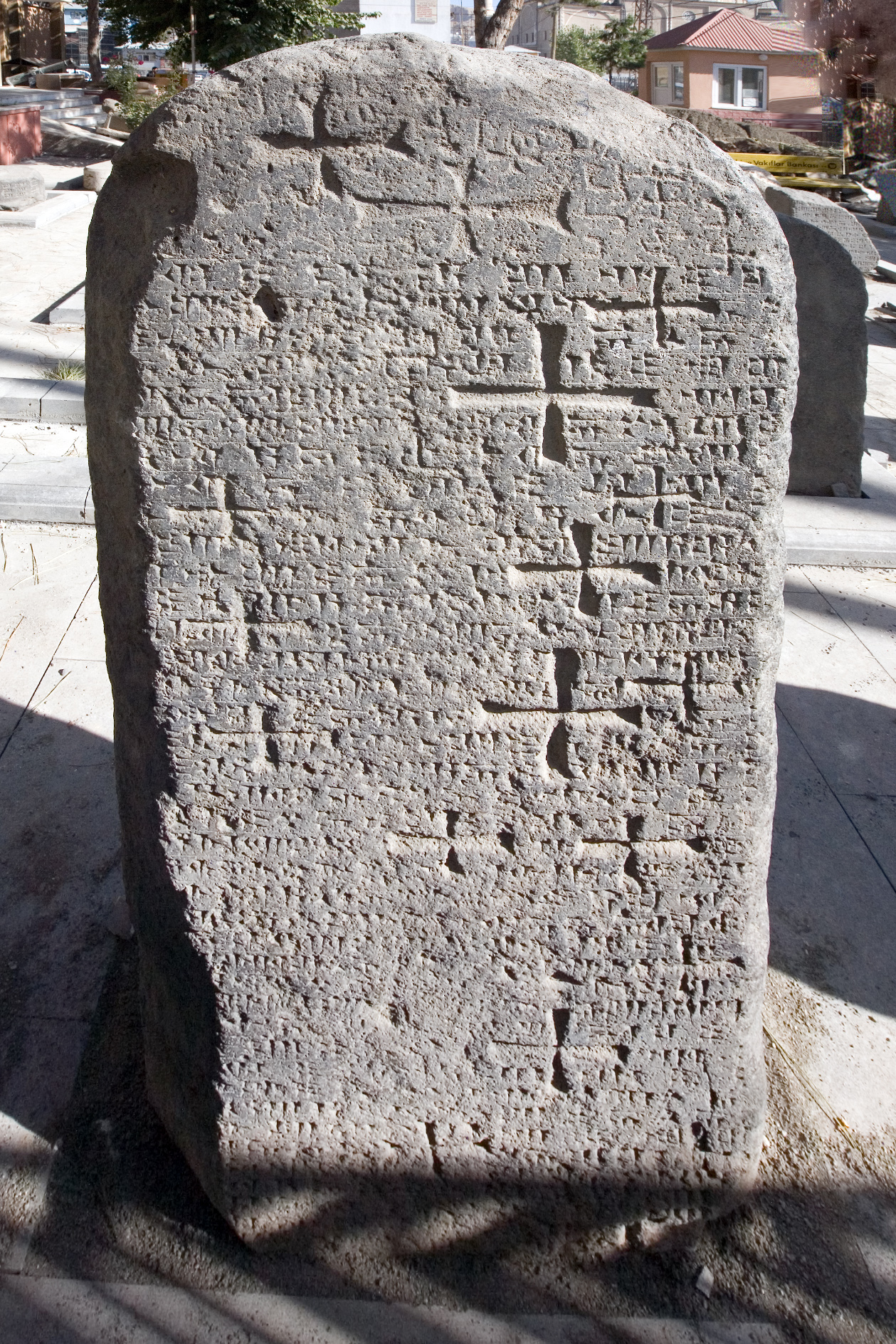
Croix sur une stèle urartéenne, musée de Van.
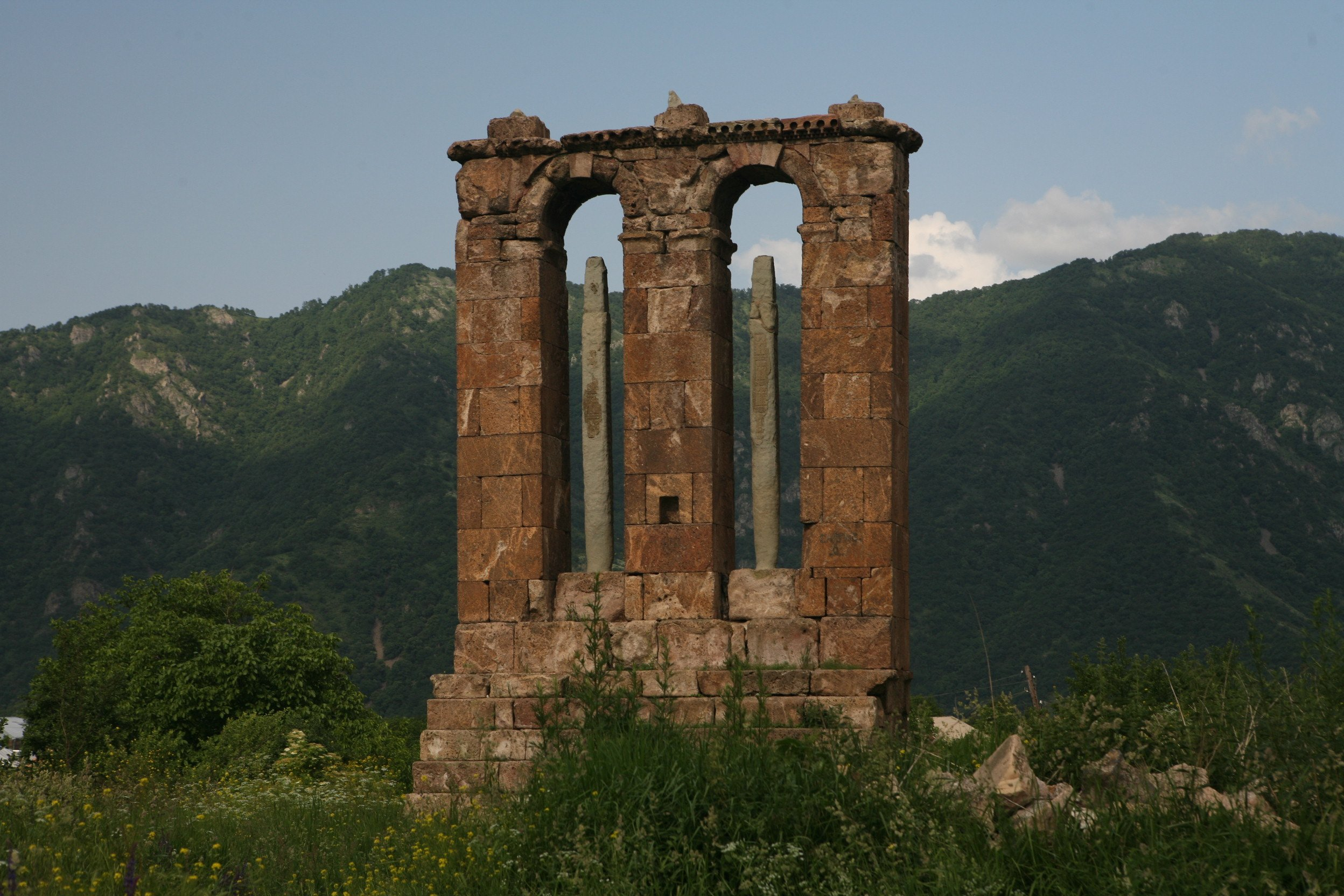
Colonnes d'Odzoun.

Même si ces deux derniers exemples ont pu jouer un rôle dans l'apparition des khatchkars lorsque l'Arménie s'affranchit de la présence arabe à la fin du IXe siècle, les khatchkars résultent plus probablement de la combinaison de deux phénomènes, l'un général (stèles de pierre) et l'autre chrétien mais spécifiquement arménien.

### Création et formulation
Cette période, qui s'étend du IXe au XIIe (ou fin XIe) siècle, est la période de la formulation des principes fondamentaux, qui ne varient guère plus par après.
Les premiers khatchkars sont apparus au IXe siècle, pendant la renaissance arménienne suivant la libération du joug arabe sous les Bagratides. Leur origine est située en Siounie occidentale (actuel Gegharkunik), mais ils se répandent très vite dans tout le pays, avant de connaître ultérieurement une certaine régionalisation. Le khatchkar élevé à Garni en 879 par la reine Katranide, épouse du roi Achot Ier et elle-même originaire de Siounie occidentale, est souvent présenté comme le plus ancien khatchkar daté. Il existe cependant un khatchkar daté de 876 (Hortun, région d'Ararat). Par ailleurs, dans la région de Martakert, la base d'un khatchkar, aujourd'hui disparu, porte la date de 853.
Au début, les stèles sont massives et dotées d'une ornementation simple. La partie supérieure est généralement ovale ou arrondie, mais des khatchkars à la partie inférieure ovale sont connus, tout comme un unique khatchkar circulaire (1,80 m, Talin) ; ce n'est qu'au Xe siècle que la forme entièrement rectangulaire s'impose, et que dans la seconde moitié du XIIe siècle que la partie supérieure s'incurve en une corniche, peut-être à des fins de protection des ornements.

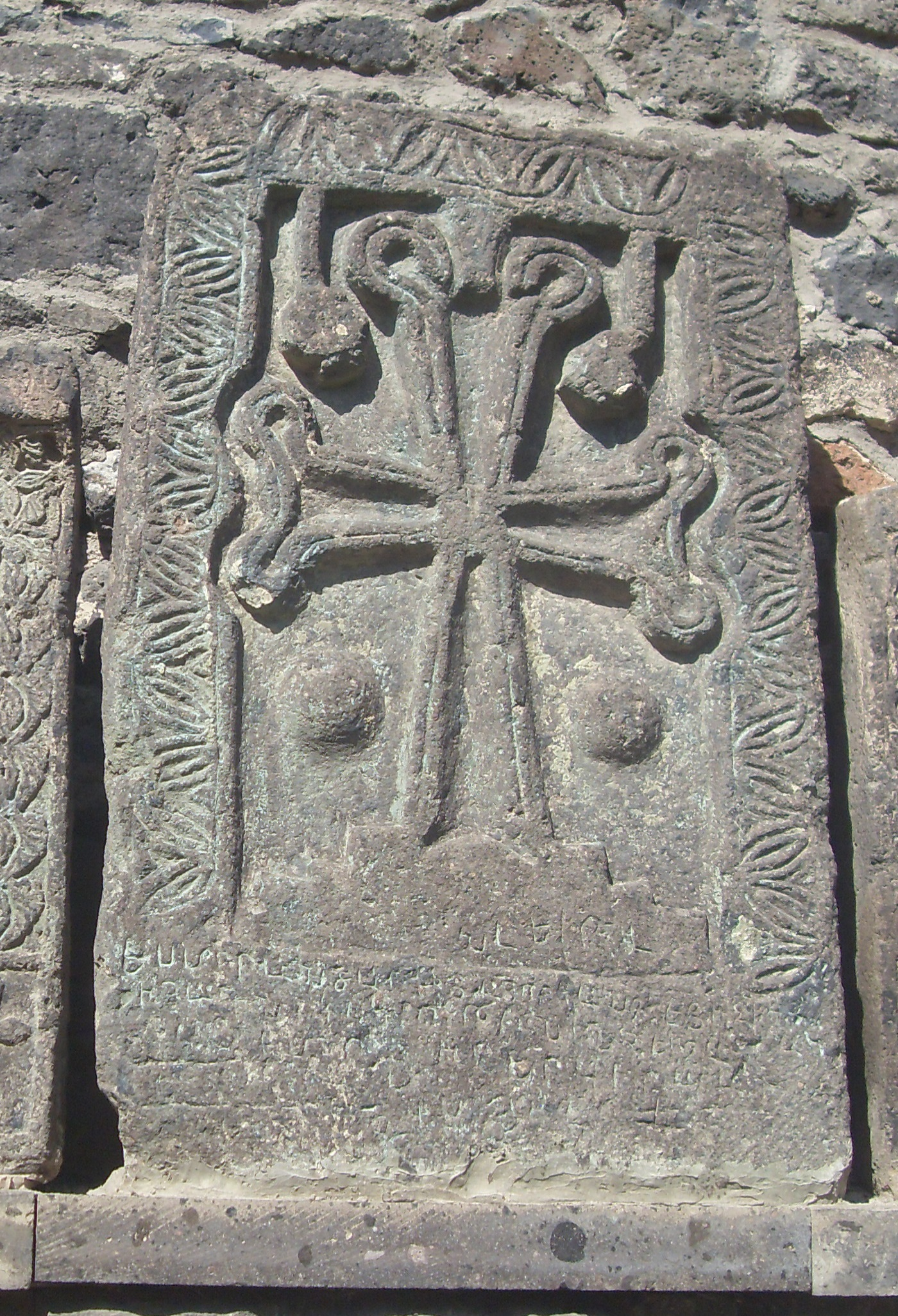
Khatchkar (986), Saint-Georges de Moughni[27],[Ic. 7].
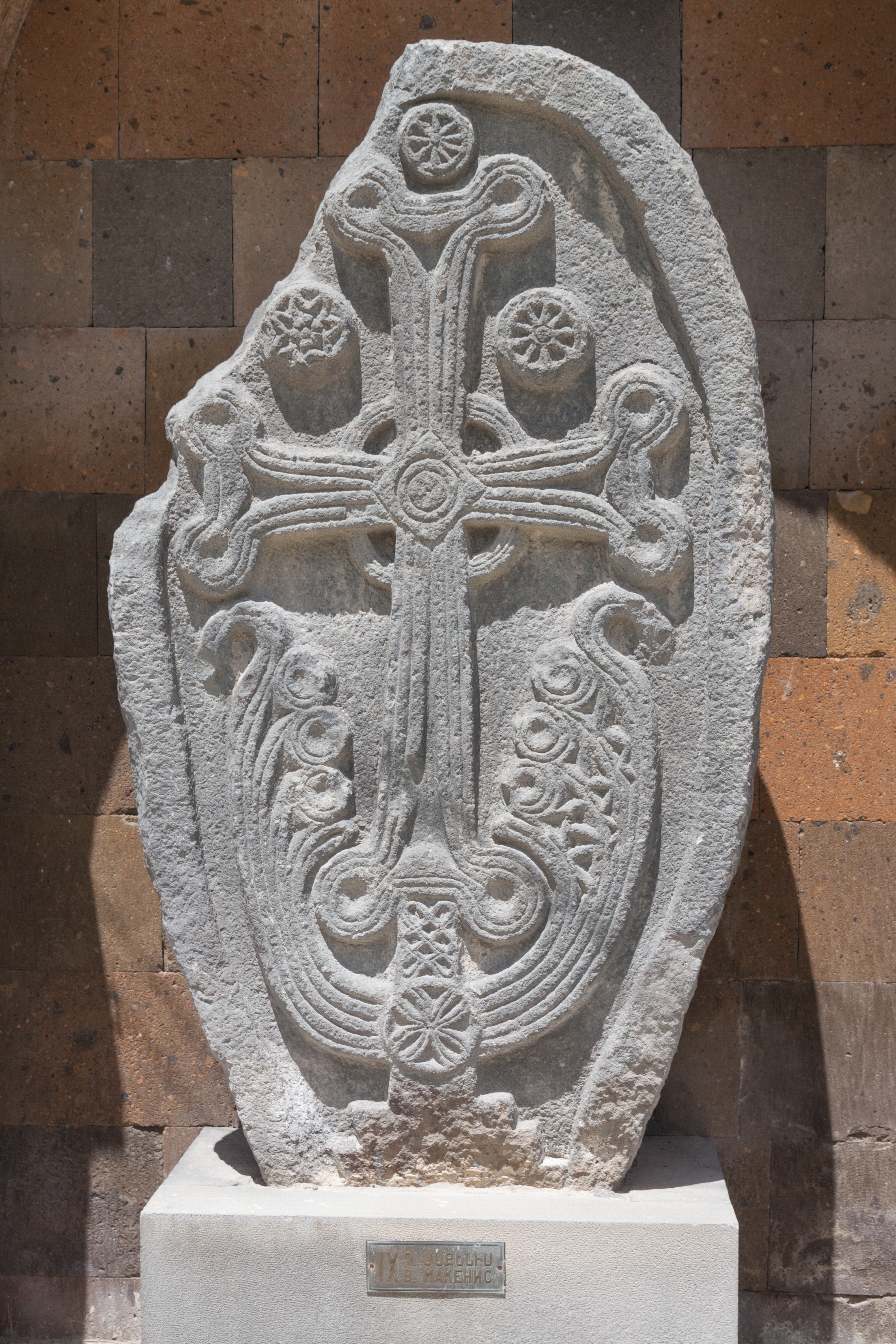
Khatchkar (996) provenant de Noradouz, Etchmiadzin[14],[Ic. 8].
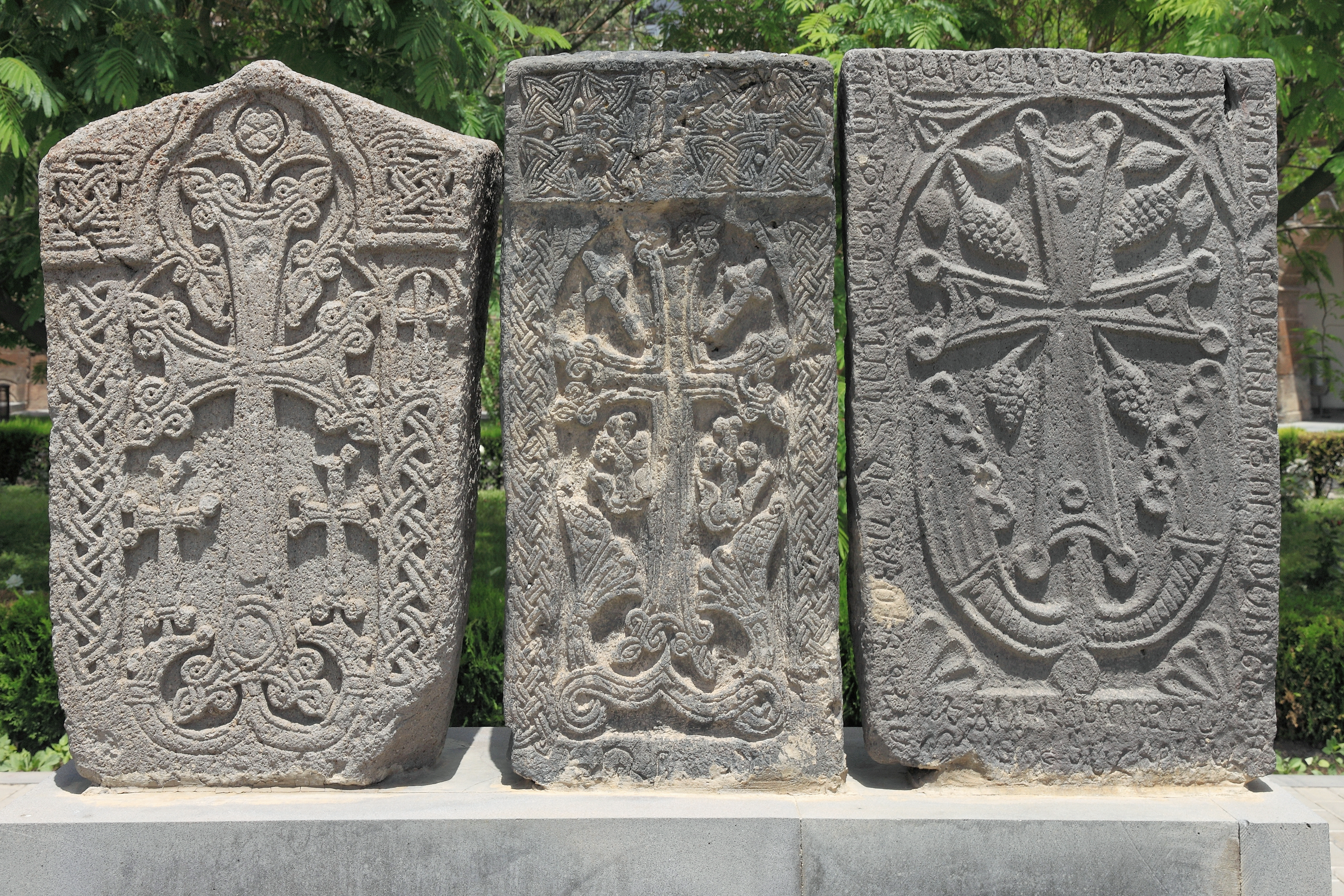
Khatchkars anciens (voir en particulier celui de droite), devant le Séminaire théologique Gevorkian, Etchmiadzin[Ic. 9].
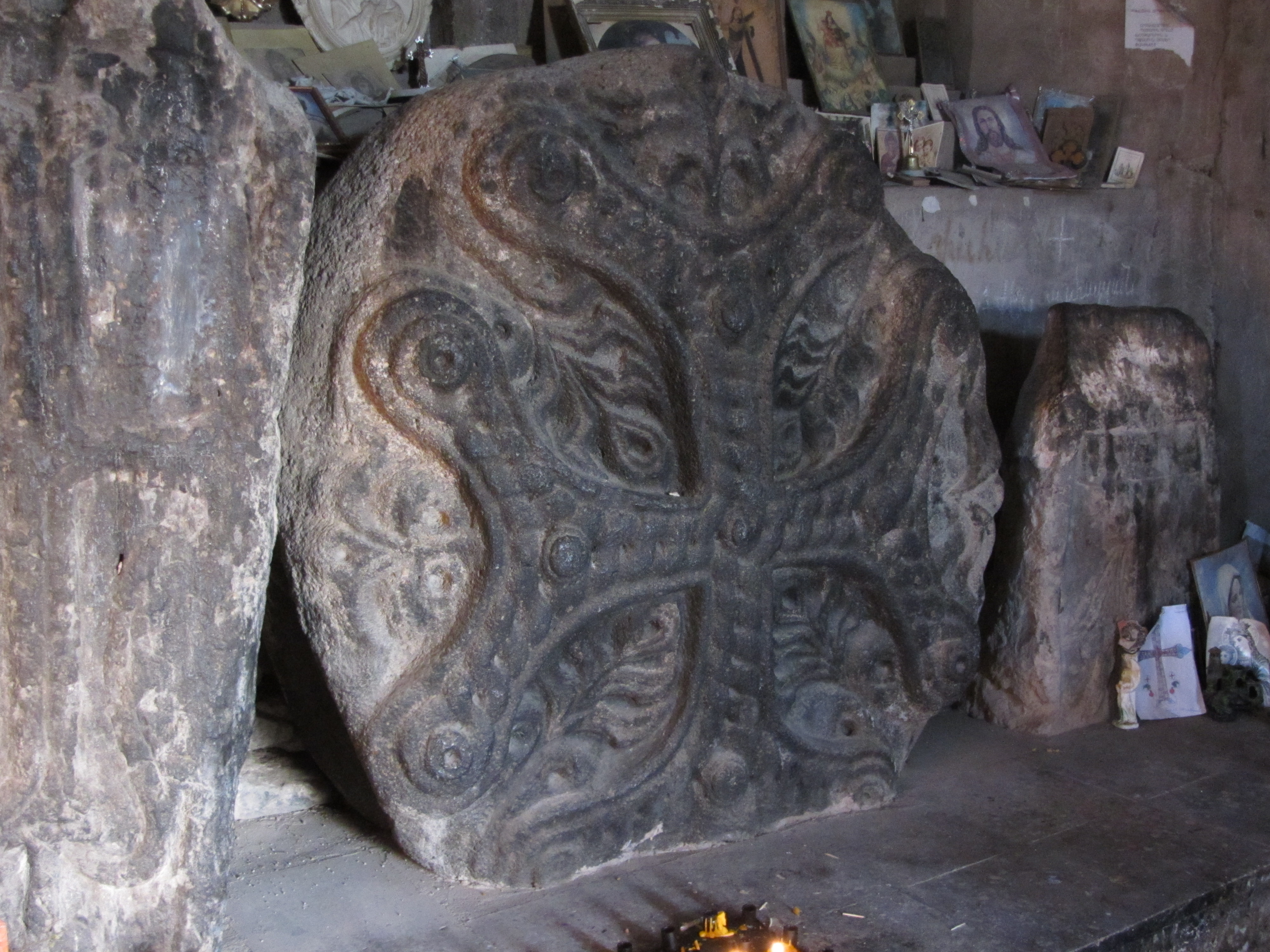
Khatchkar circulaire de Talin[Ic. 10].

Le décor se résume à l'origine à une croix centrale à partir du pied de laquelle se développent, de chaque côté, deux feuilles, « génération végétale » de la croix. Celle-ci, latine, a des bras évasés aux extrémités munies de boules, qui se transforment en trèfles du Xe au XIIe siècle, « accentuant ainsi l'allusion à la nature végétale du bois » ; au XIIe siècle, cette croix est entourée de deux croix de taille inférieure (un symbole vraisemblable du Golgotha), parfois même de deux de plus, dans les quadrants inférieurs. Les deux feuilles ou branches de feuillage sont quant à elles le plus souvent unies par un lien au pied de la croix et se développent de manière symétrique en courbe ou volute, à l'extrémité orientée vers le centre de la croix ; une seconde paire est parfois développée vers le bas. Cette paire peut dès le XIe siècle revêtir la forme dite « à bouquet », d'influence abbasside et vraisemblablement apparue pour la première fois au monastère de Horomos. Sous le pied de la croix, on retrouve une hampe, un médaillon, voire un carré. L'ensemble se voit enfermé dans un arc dès la fin du Xe siècle, le plus souvent en plein cintre mouluré reposant sur des colonnettes.
Petit-à-petit, des motifs ornementaux (grenade, raisin) puis géométriques font leur apparition : dès le Xe siècle dans les écoinçons et l'encadrement, puis, et de manière progressive à partir du XIe siècle, sur le fond de la stèle. Les figures humaines sont quant à elles absentes jusqu'au XIIe siècle.

### Apogée
C'est au XIIIe siècle que l'art des khatchkars « explose », de par leur nombre et de par la richesse de leur ornementation « qui, si elle est parfois excessive, n'en démontre pas moins l'habileté extraordinaire de certains sculpteurs ».
La forme rectangulaire de la stèle est la norme (les khatchkars cruciformes restent rares,), et la croix centrale ne change guère (cf. cependant infra). De nouveaux motifs apparaissent : les croix latérales sont parfois portées par des mains (voir le khatchkar du Louvre ci-dessous), voire des avant-bras, qui peuvent remplacer les deux feuilles. Jusqu'au XVe siècle, les représentations figuratives se développent sur l'entablement : Christ en gloire entouré d'anges ou des quatre vivants, déisis, scènes des Évangiles, donateurs, etc.,. Elles apparaissent également autour de la croix centrale au XIIIe siècle : la tête du Christ est représentée en haut de la croix et celle d'Adam en bas. Le motif même de la crucifixion, sur la croix centrale, voit le jour mais reste cependant limité à quelques stèles à la fin du XIIIe siècle ; une variante, dite Amenap‘erkič‘ (Ամէնափրկիչ, « Sauveur de tous »), n'est connue que par quatre kahtchkars des années 1270-1280, du nord du pays, et consiste en une représentation de la décrucifixion, avec Nicodème arrachant un clou, la Vierge, saint Jean et Joseph d'Arimathie,. La croyance populaire prête des vertus curatives à ce type de khatchkars et en a fait des espèces de sanctuaires.

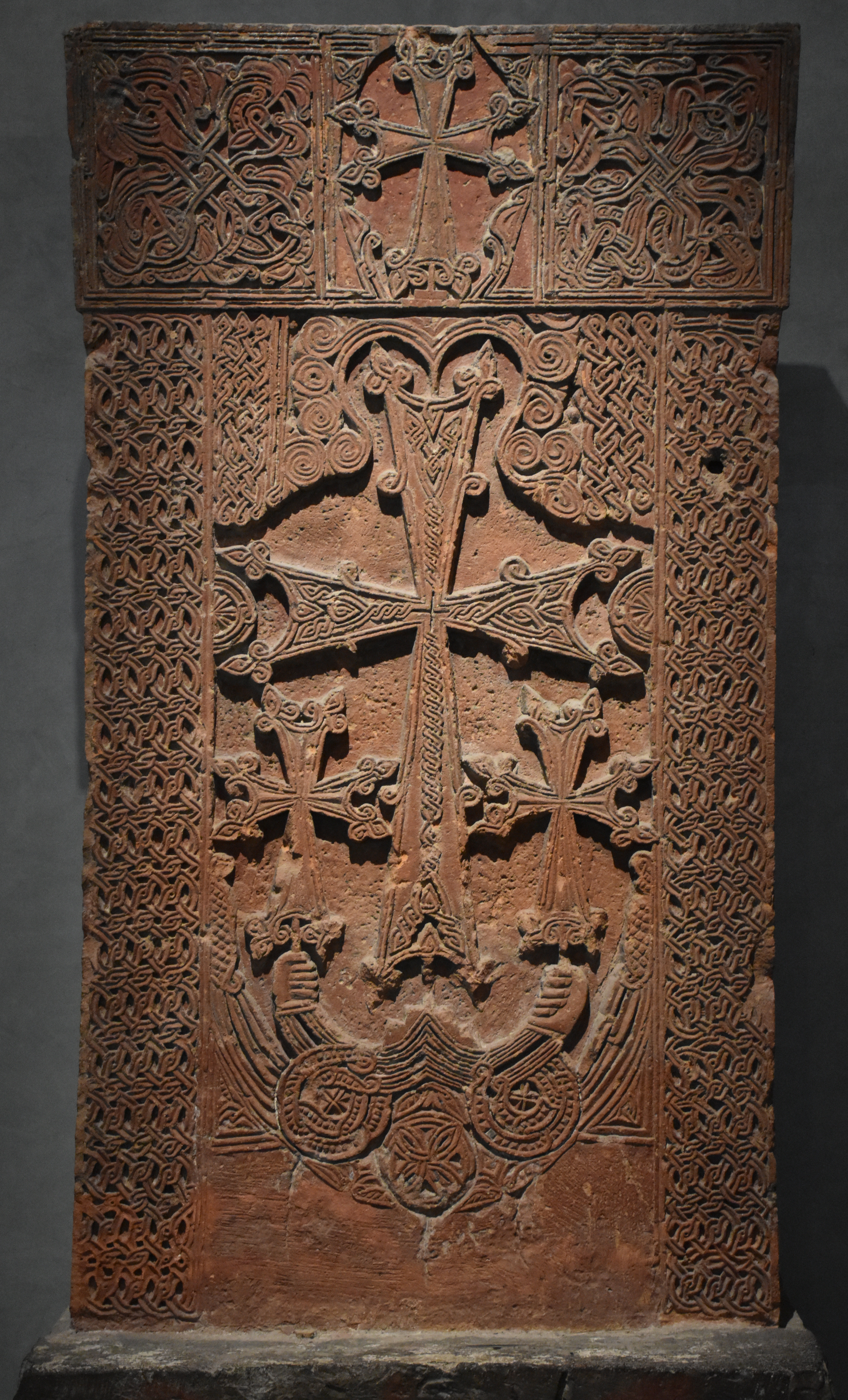
Khatchkar, fin XIIe – XIIIe siècle, Arinj, offert en 1976 par la RSS d'Arménie au Musée du Louvre[39],[Ic. 12].
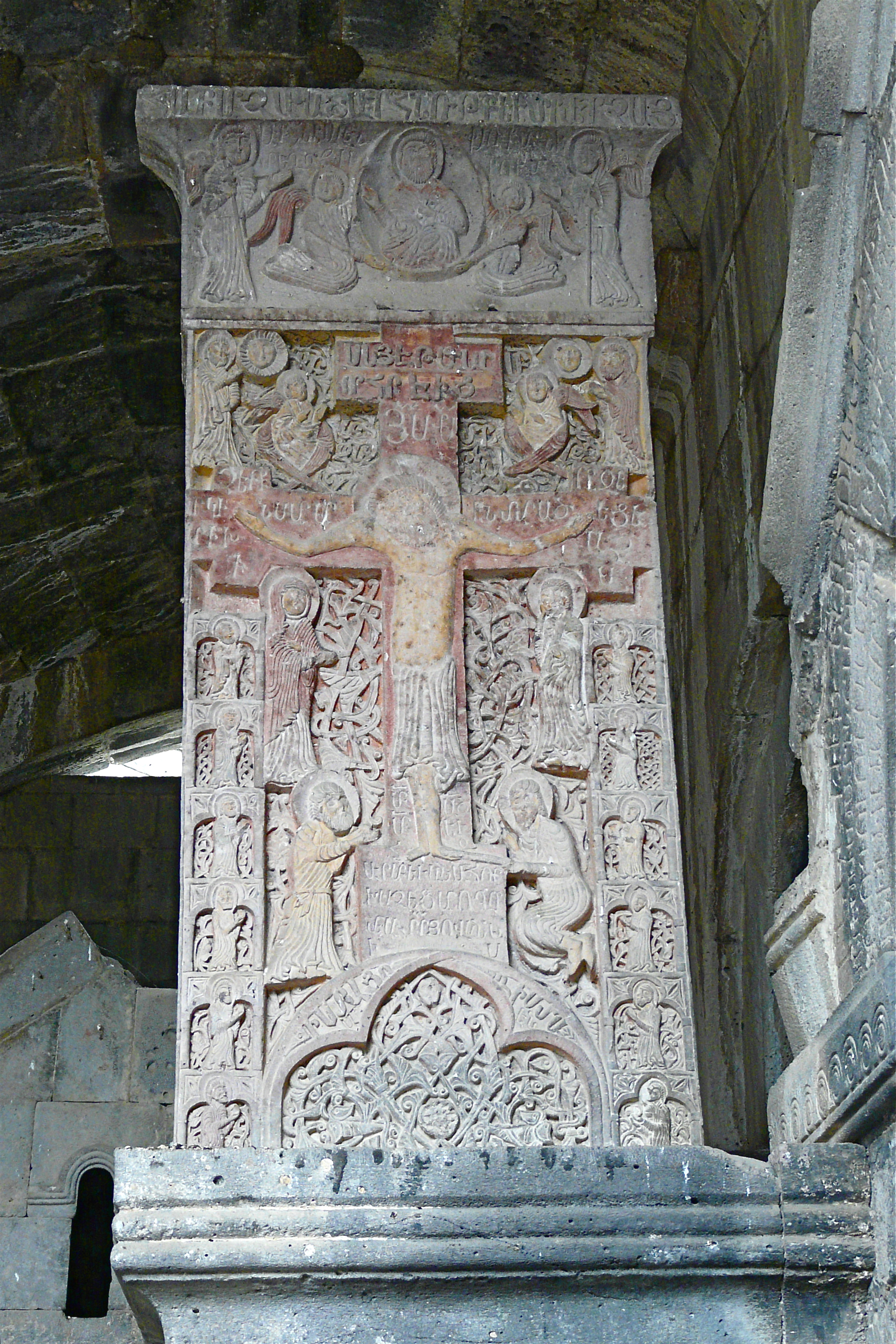
Khatchkar Amenap‘erkič‘, 1273, galerie du monastère de Haghpat[31],[Ic. 13].
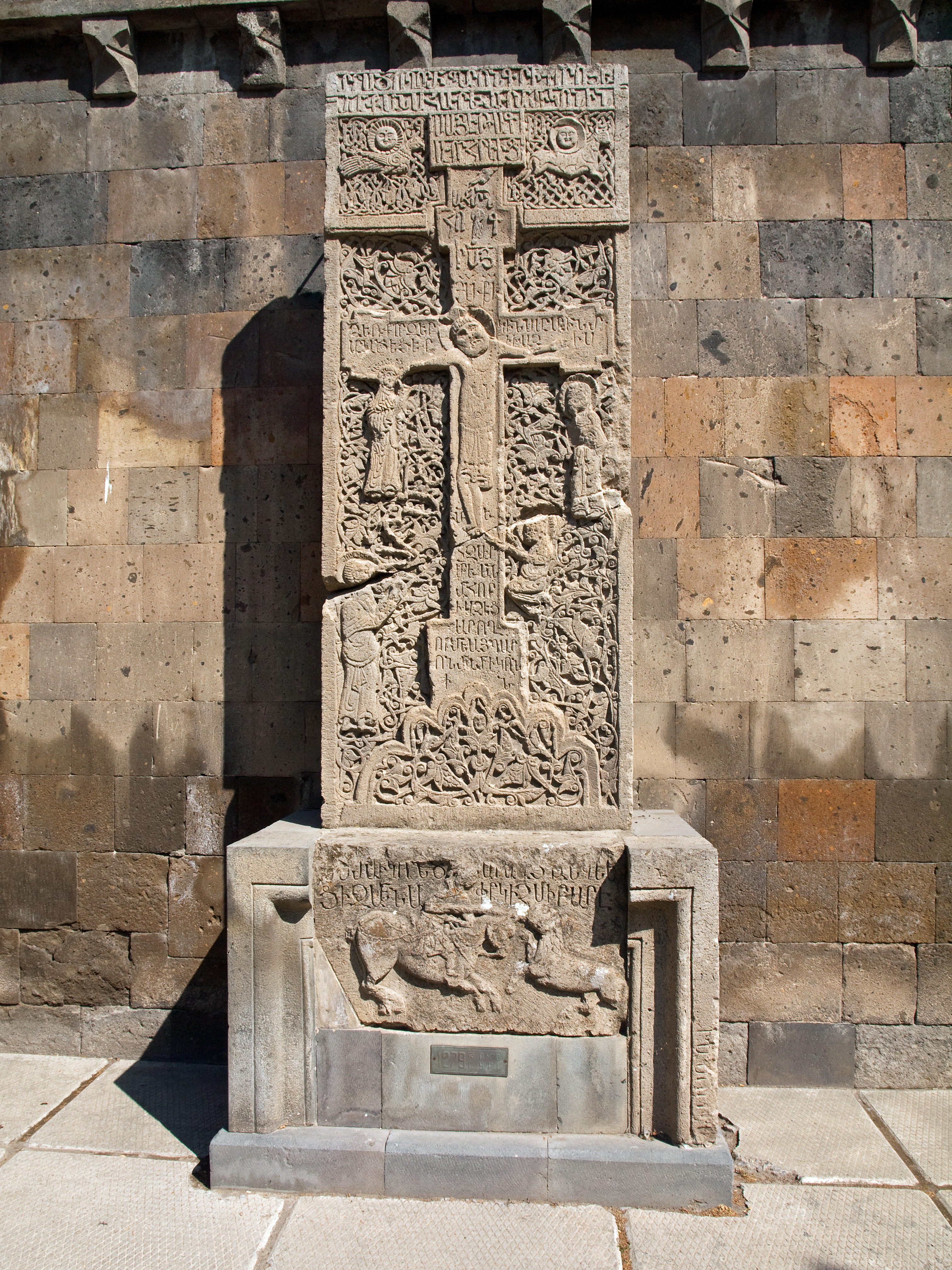
Khatchkar Amenap‘erkič‘ de Cugingöl, Vayots Dzor, 1279, préservé à Etchmiadzin[40],[Ic. 14].
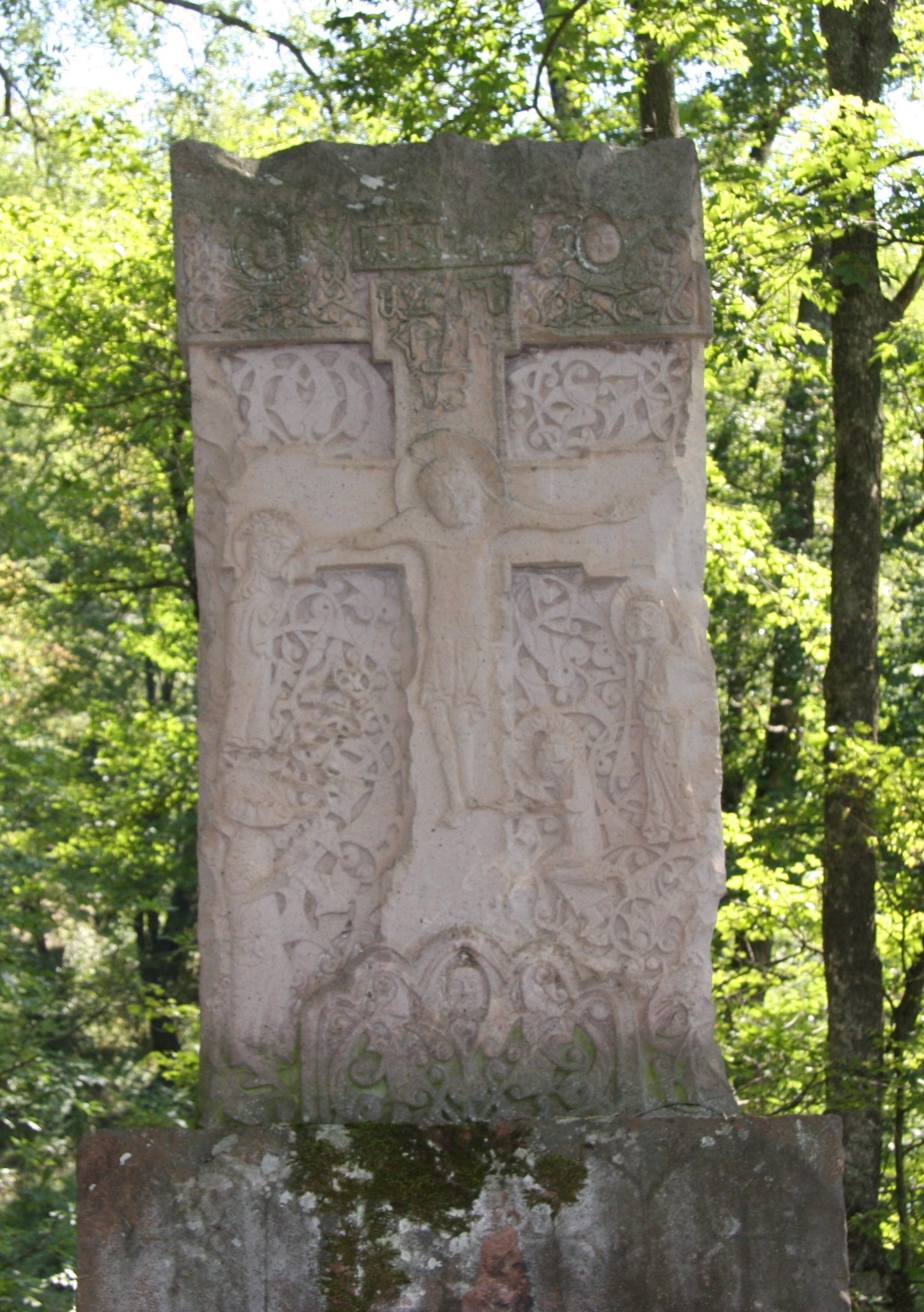
Khatchkar Amenap‘erkič‘ de Marts, 1285[35],[Ic. 15].

Le pied de la croix, avec la paire de feuilles, est quant à lui désormais régulièrement lié par un anneau (« pied fleuri lié »), voire une boucle (« pied fleuri à boucle »), ou, de manière moins fréquente, par rien du tout (« pied fleuri désuni ») ; il peut rarement disparaître pour être remplacé par un champ fleuri. Toujours au XIIIe siècle, le bas du pied de la croix se développe encore : son relief devient bombé, en une sorte de globe crucifère ; il peut également reprendre une représentation du défunt ou du donateur en cavalier chassant. L'arc entourant la composition devient à la même période un arc brisé, voire plus tard en accolade ou encore polylobé, avec parfois une disparition des colonnettes le soutenant.
De manière générale, la grande diversité du décor complique les tentatives de classification. Des écoles du tournant des XIIIe et XIVe siècles peuvent cependant être distinguées : celle du Vayots Dzor (notamment à Noravank) avec Momik, caractérisée par « la minutie de l'exécution au trépan du décor de fond », celle de l'Artsakh (à Dadivank et à Gtichavank), au « matériau de choix (tuf à grain serré), [et au] décor de croix pattée sur champ de rinceaux à feuilles courbes avec sujets animés : Christ bénissant, anges volants », ou encore celle du Gougark. Au sud et à l'ouest, on retrouve l'école de Haute-Arménie, aux exemplaires mesurant jusqu'à 5 mètres et souvent ornés de paons, celle du Rchtounik (sud du lac de Van), aux rinceaux et chaînes complexes influencés par la production turco-mongole d'Ahlat, celle du Vaspourakan au décor très schématique, ou celle du Bznounik (ouest du lac de Van), produisant des khatchkars dépassant souvent les 4 mètres,.

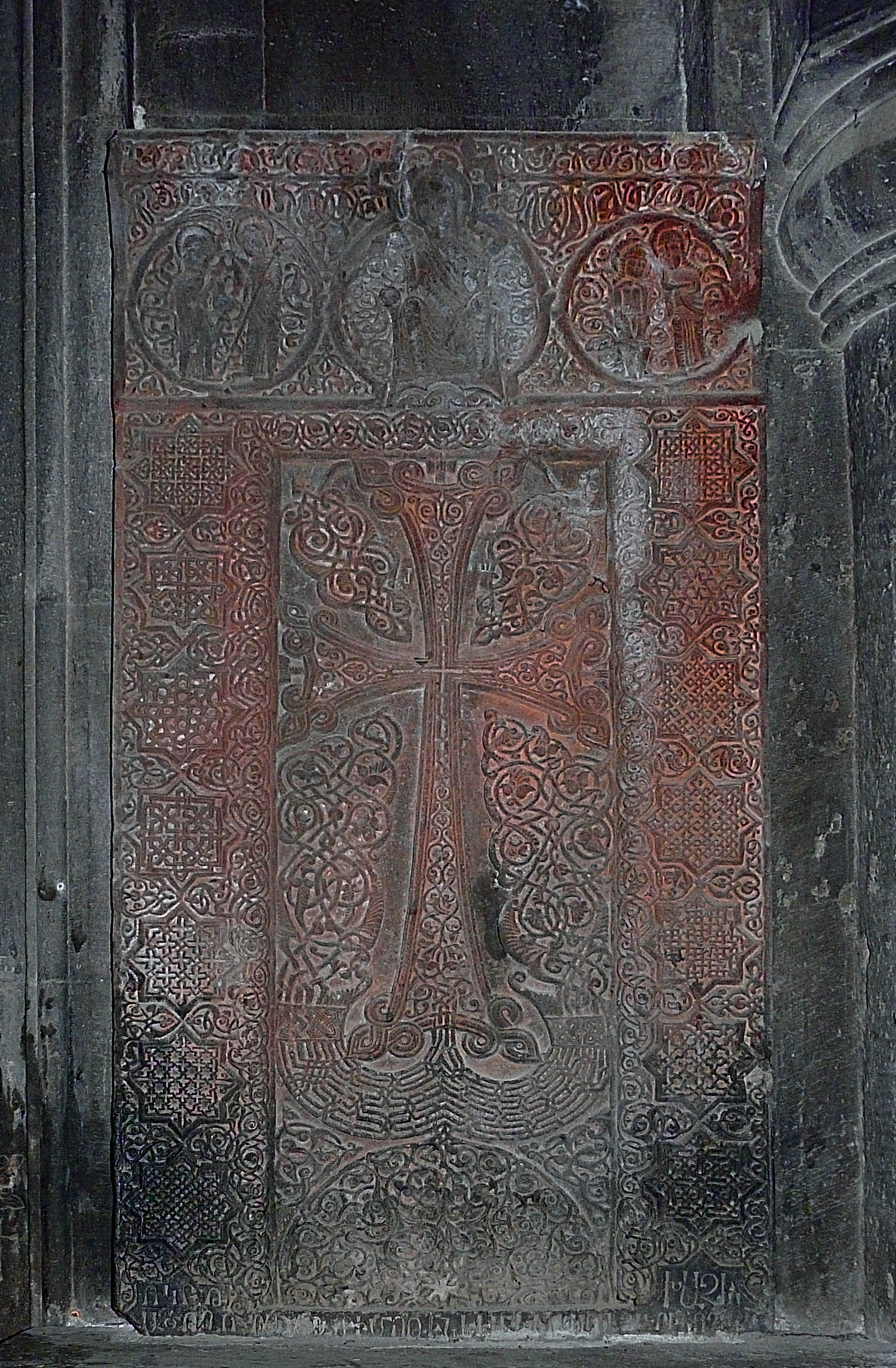
Khatchkar dans le gavit du monastère de Geghard, sculpté en 1213 par Timot et Mkhitar[43],[Ic. 17].
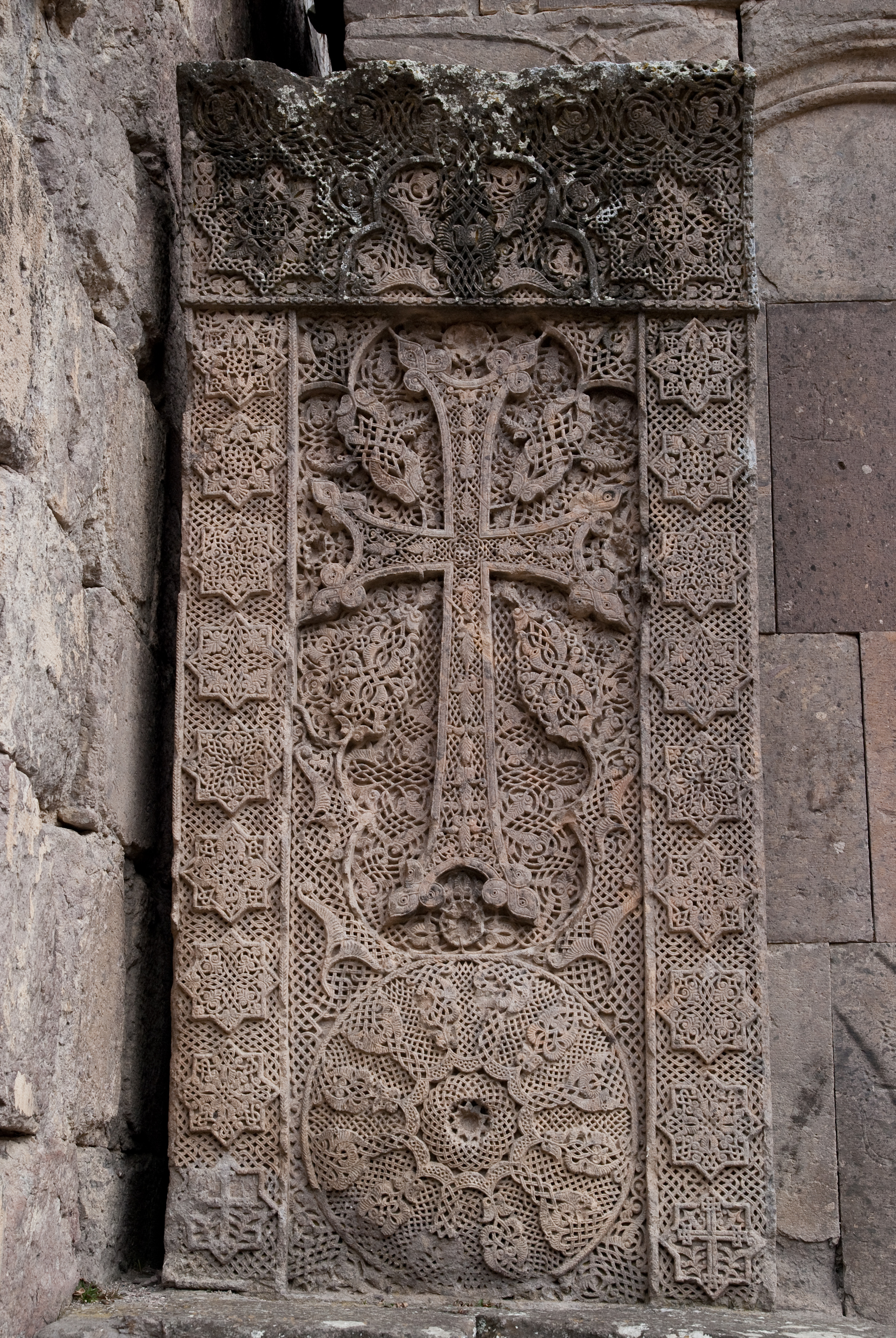
Khatchkar devant Sourp Grigor Lousavorich, monastère de Gochavank, sculpté en 1291 par Poghos[44],[Ic. 18].
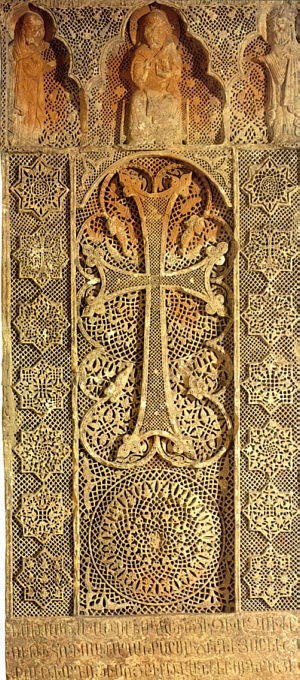
Khatchkar du monastère de Noravank, sculpté en 1308 par Momik[45], préservé à Etchmiadzin.
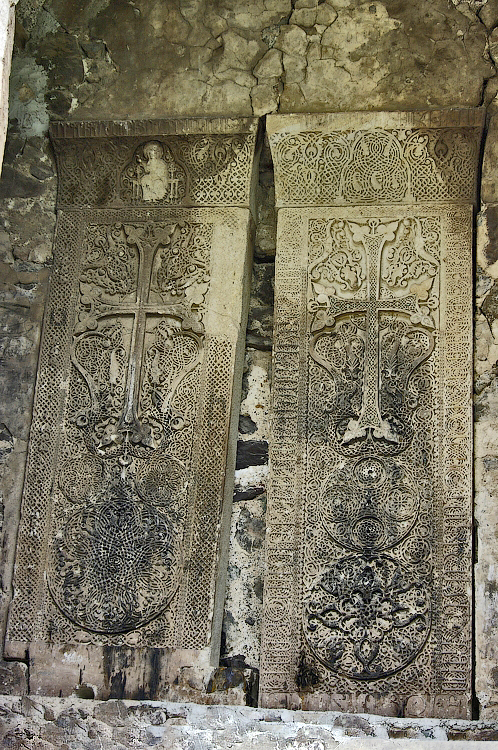
Les deux khatchkars du clocher de Dadivank, 1283[46],[Ic. 19].

### Période finale
L'art des khatchkars connaît une interruption à la suite des invasions seldjoukides puis mongoles, mais elle n'est pas complète ; ce n'est cependant qu'aux XVIe – XVIIe siècles que la tradition est ravivée, alors que le pays est divisé en Arménie perse et Arménie ottomane. Servant principalement de stèles funéraires, les khatchkars n'atteignent plus les niveaux du Moyen Âge et voient leur ornementation devenir relativement simple et claire, au point d'en devenir monotone et schématique. Aux XVIIe et XVIIIe siècles, ils brillent toutefois de leurs derniers feux, manifestant « une tendance à la surcharge, à la virtuosité technique qui parfois touche au baroque ».
Plusieurs écoles se distinguent à nouveau : une école apparaît ainsi sur les rives du lac Sevan à la fin du XVIe siècle, caractéristique par ses khatchkars « mégaptères », en ce sens que les bras de la croix centrale sont tellement développés qu'une impression de bifidité est atteinte ; l'école de Siounie occidentale se distingue par ses khatchkars animés, dotés de représentations figuratives illustrant divers événements de la vie du Christ ; l'école de Por, près de Bitlis, prolonge celle du Bznounik par le développement de khatchkars à présent presque carrés et ornés d'une croix de Malte,. Comme auparavant, les khatchkars cruciformes restent rares,.

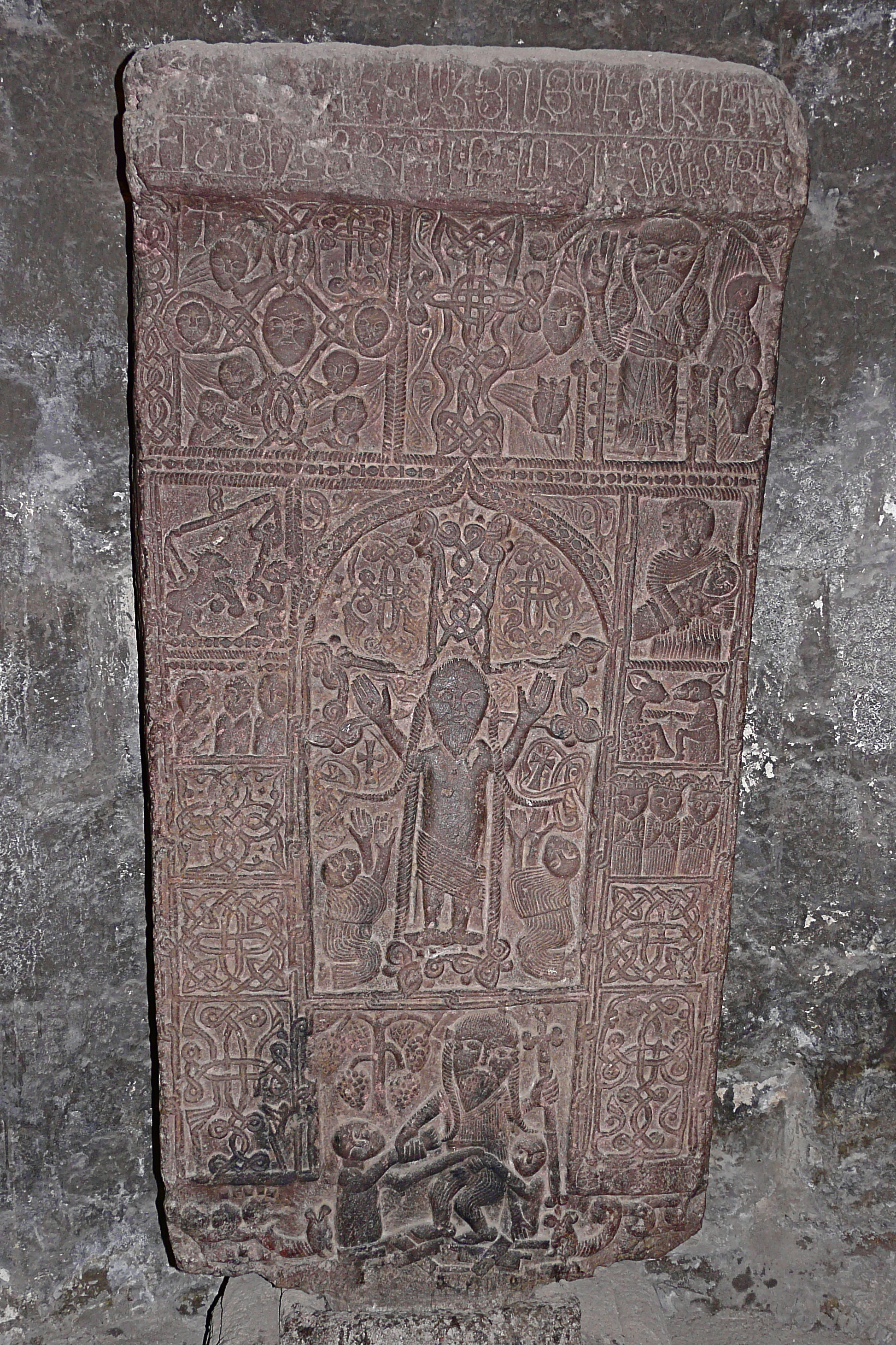
Khatchkar dans Sourp Astvatsatsin, monastère de Sevanavank, sculpté en 1653 par Trdat ; il est composé d'une scène de descente aux limbes (en bas), d'une crucifixion (au centre), et du Christ des visions théophaniques (en haut)[51],[Ic. 21].
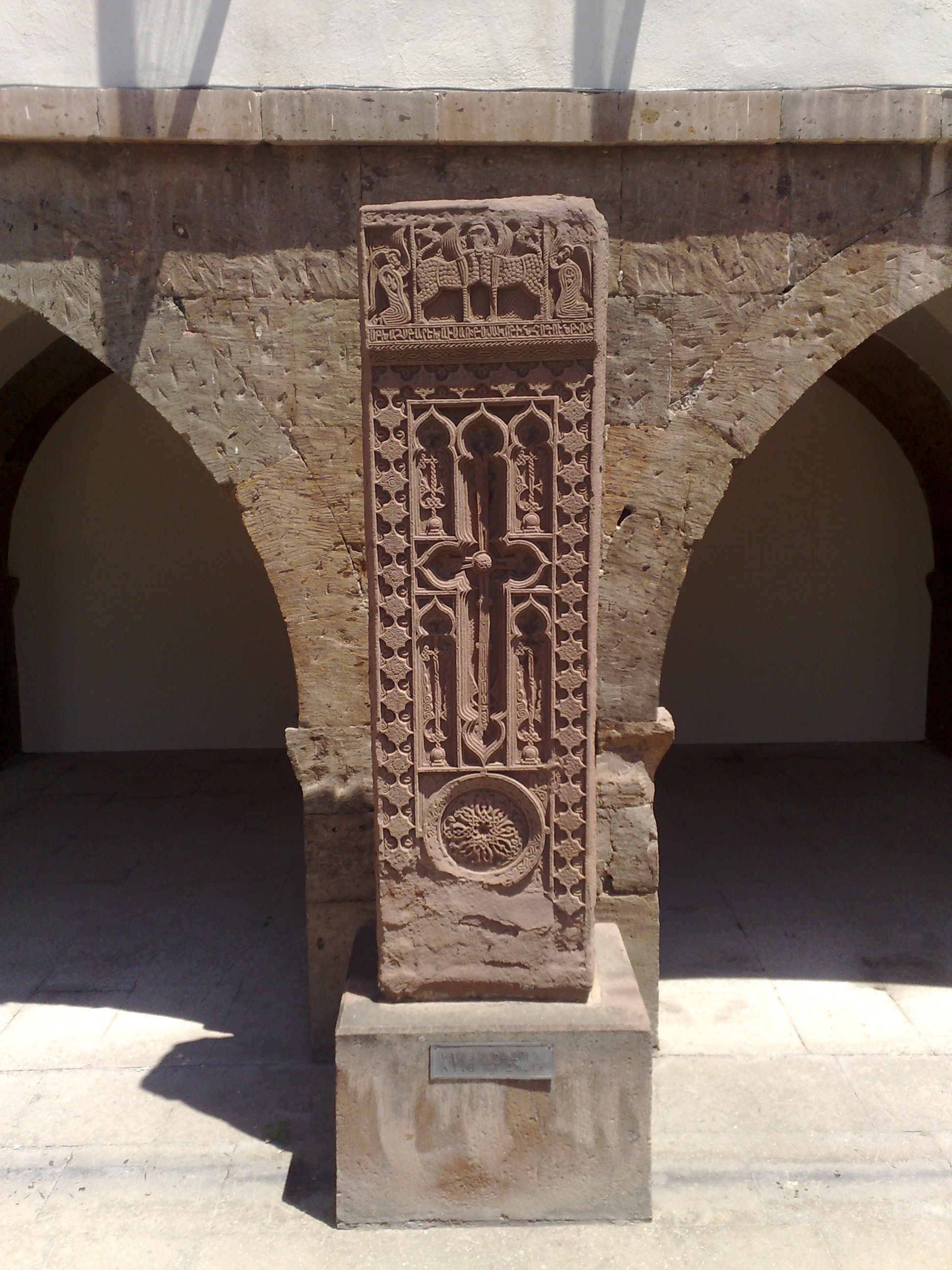
Khatchkar de Djoulfa, sculpté en 1601, préservé à Etchmiadzin[52].
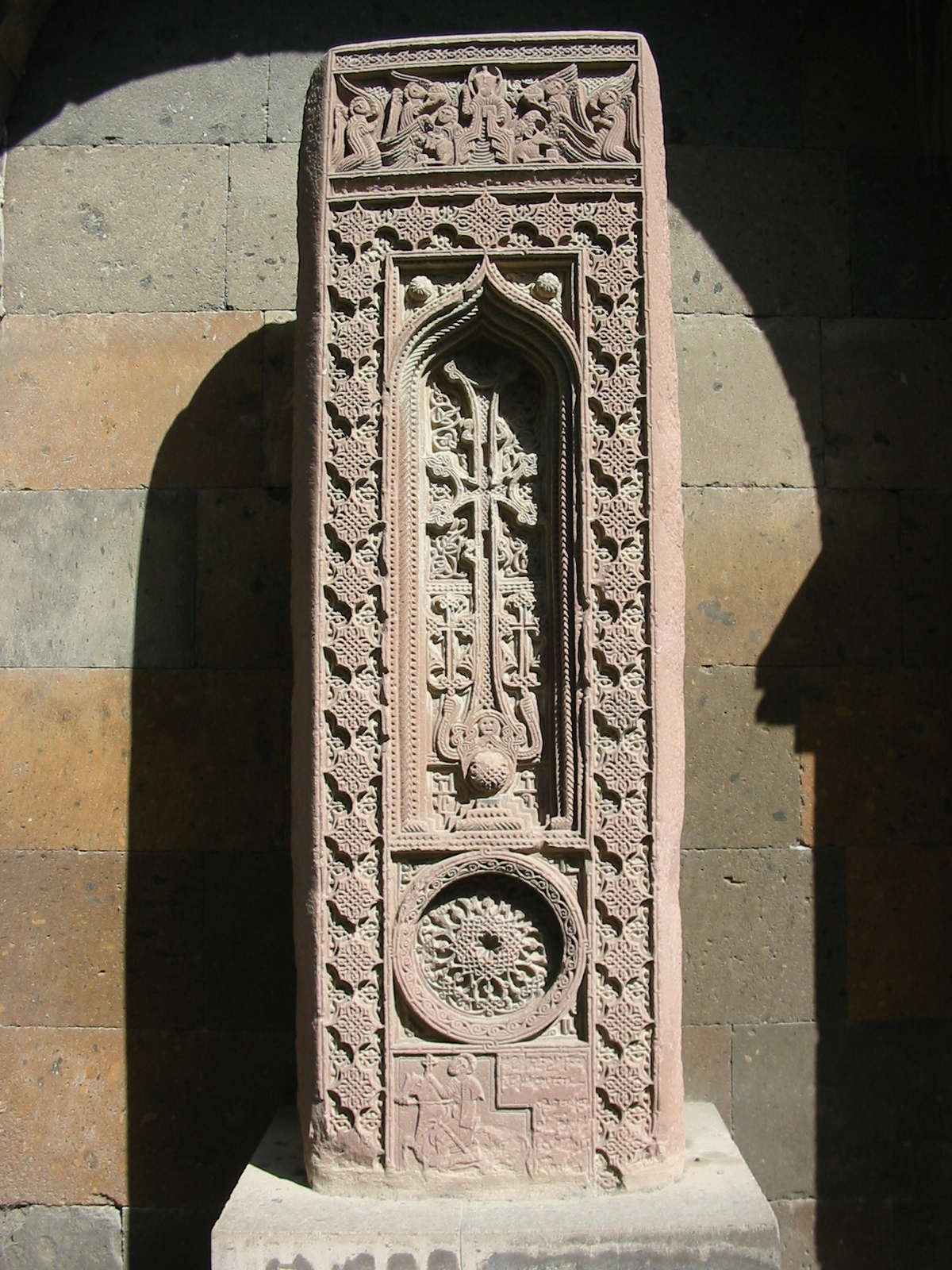
Khatchkar « du baron Yovhannès »[52] de Djoulfa, sculpté en 1602 par Grigor, préservé à Etchmiadzin[53],[Ic. 22].

L'école la plus célèbre de cette période est celle de Djoulfa (XVIe – XVIIIe siècles) au Nakhitchevan, connue pour son cimetière de khatchkars, comptant encore 10 000 exemplaires au début du XXe siècle, puis 3 000, avant la destruction du site par l'Azerbaïdjan — cf. infra. Ces khatchkars reflètent une claire influence de l'art iranien. Sculptés dans du tuf rouge, ils sont plus étroits et dotés d'un cadre lancéolé ; ils portent soit une seule croix, soit quatre croix encadrées, et leur corniche est décorée. Reprenant la tradition, leur commanditaire est souvent représenté en cavalier chassant, portant parfois une croix, au pied ou sur le piédestal de la stèle.
La dernière école qui se distingue est celle du Vaspourakan (fin XVIIIe - début XIXe siècle), avec ses khatchkars de petite taille, parfois sculptés dans du marbre blanc.

« Si l'art du khatchkar ne devait jamais mourir en Arménie, il n'en demeure pas moins qu'une tradition séculaire commençait déjà, au XVIIe siècle, à appartenir au passé. »

## Technique
Les pierres sont travaillées au burin, avec une pointe fine ou un marteau, voire des aiguilles injectant de l'eau dans la pierre, puis polies au sable et affinées au plâtre d'argile ou à la chaux, et enfin recouvertes de peinture.
La technique se transmet de maître en apprenti ou de manière héréditaire.

## Épigraphie
De nombreux khatchkars portent des inscriptions reflétant leur fonction, le plus souvent de type votif : le type de pierre utilisé tout comme l'exposition de la stèle, visible par un grand nombre, s'y prêtent. Les onciales (erkatagir), généralement soignées à partir du XIe siècle et parfois ligaturées, couvrent alors les parties non décorées (bords, larmier,…), voire les côtés et le dos — où le texte s'avère parfois assez long — de la stèle ; elles sont le plus souvent gravées mais peuvent parfois être en relief, et participent à l'esthétique du khatchkar. Du milieu du XIIIe au début du XIVe siècle, elles s'ornent d'entrelacs et de motifs floraux. Enfin, quand apparaissent les figures humaines, elles leur attribuent leur identité.
Ces inscriptions sont précieuses de par les informations qu'elles transmettent, de nature historique, linguistique, socio-économique, etc. ; elles donnent en outre souvent la date du khatchkar, voire du monument dont il commémore la construction. À partir du XIIe siècle, il arrive qu'elles mentionnent le nom du sculpteur.
Les inscriptions apportent enfin des informations sur le khatchkar lui-même. Elles révèlent tout d'abord que le terme « khatchkar » n'est quasiment pas utilisé au Moyen Âge : les termes de « croix » ou de « signe » (cf. supra), voire « signe du Seigneur », sont employés. Elles montrent aussi que le khatchkar porte souvent le nom d'un saint (Georges, Serge, Grégoire, etc.), ce qui plaide pour une possible consécration de la stèle.

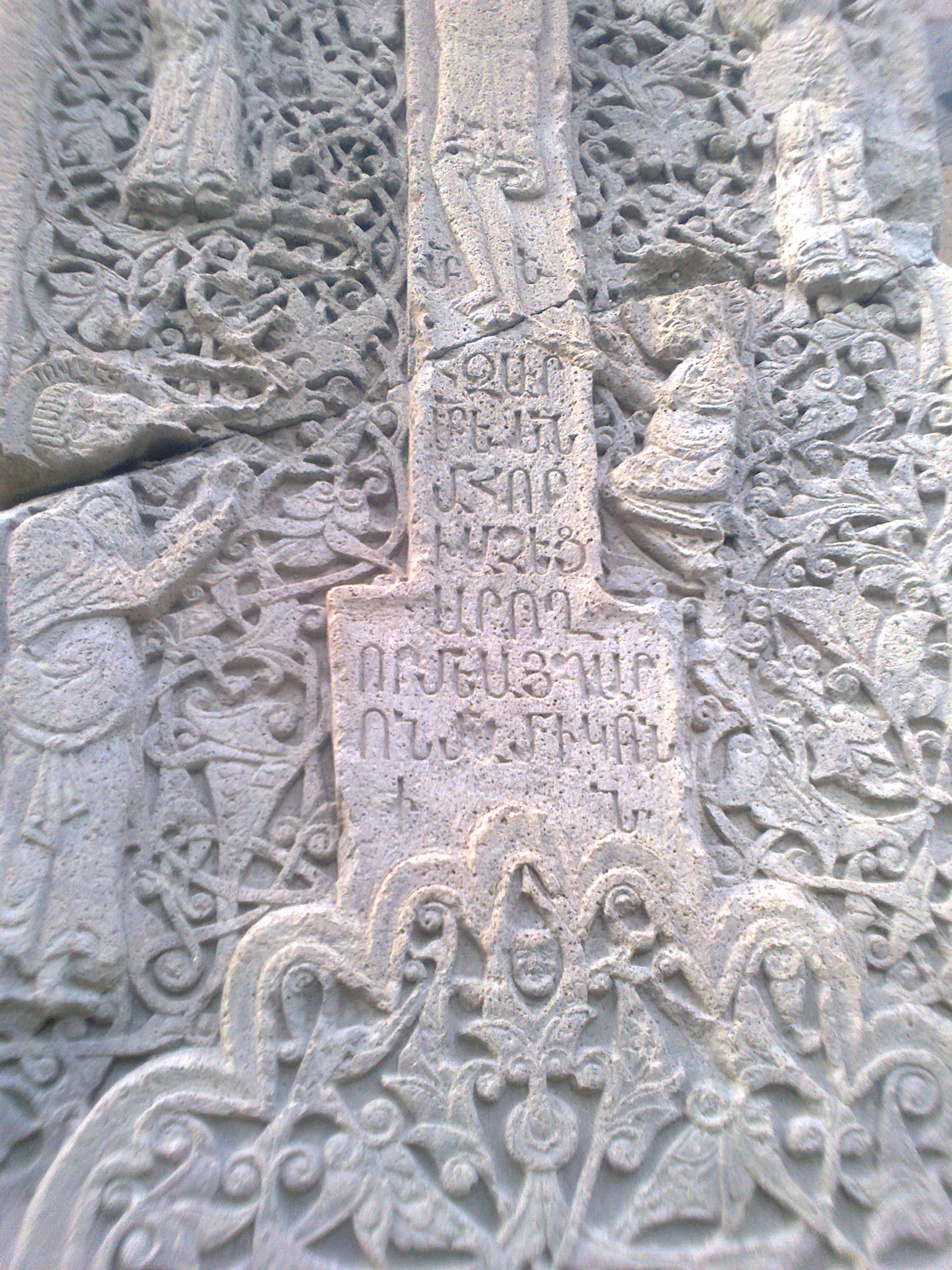
Khatchkar Amenap‘erkič‘ de 1279 (cf. supra pour un plan plus large) ; les trois dernières lignes indiquent « Aie pitié du baron Mamikon »[59].
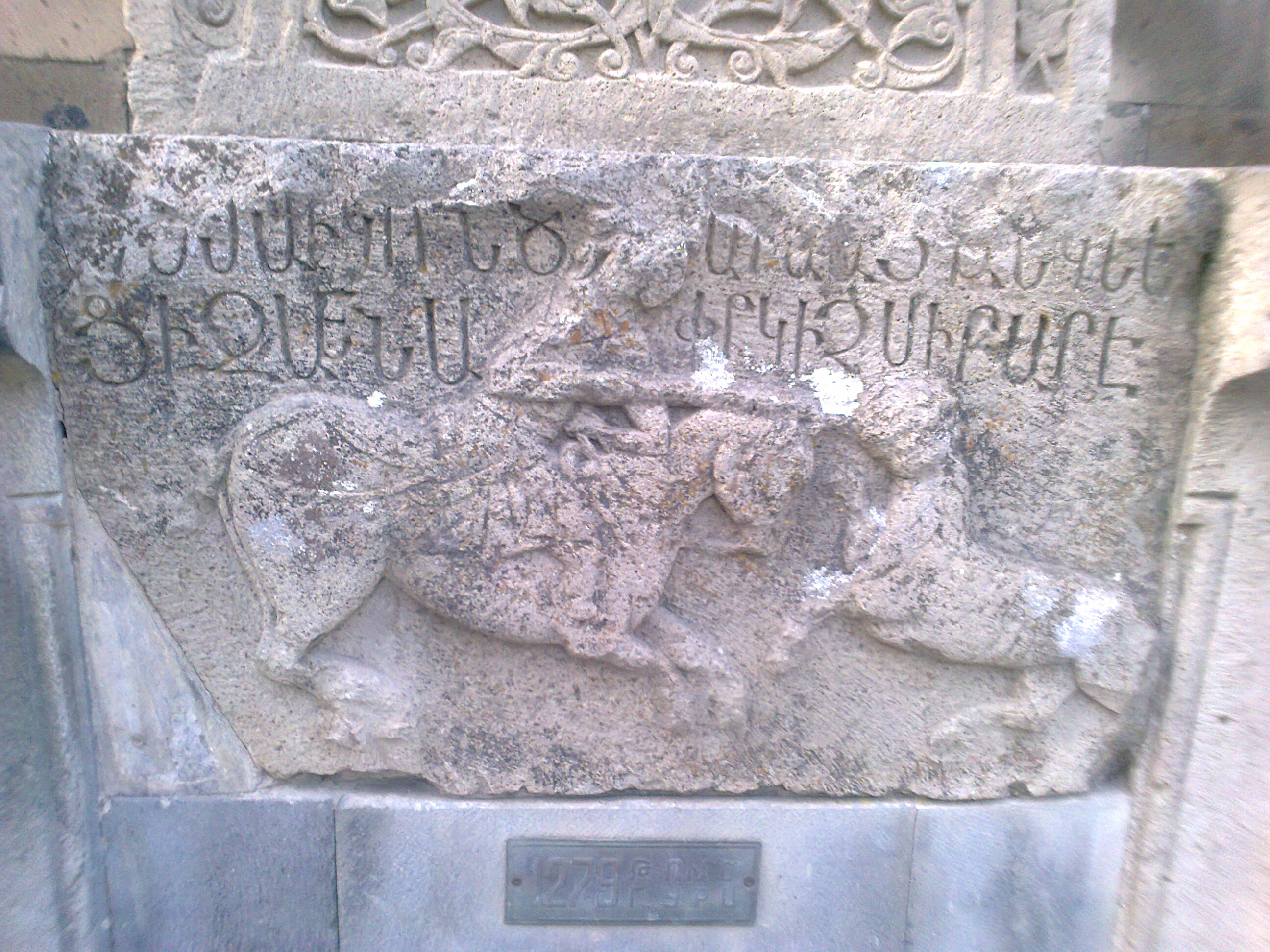
Khatchkar Amenap‘erkič‘ de 1279 (cf. supra pour un plan plus large) ; le « baron Mamikon » est indiqué comme commanditaire[59].
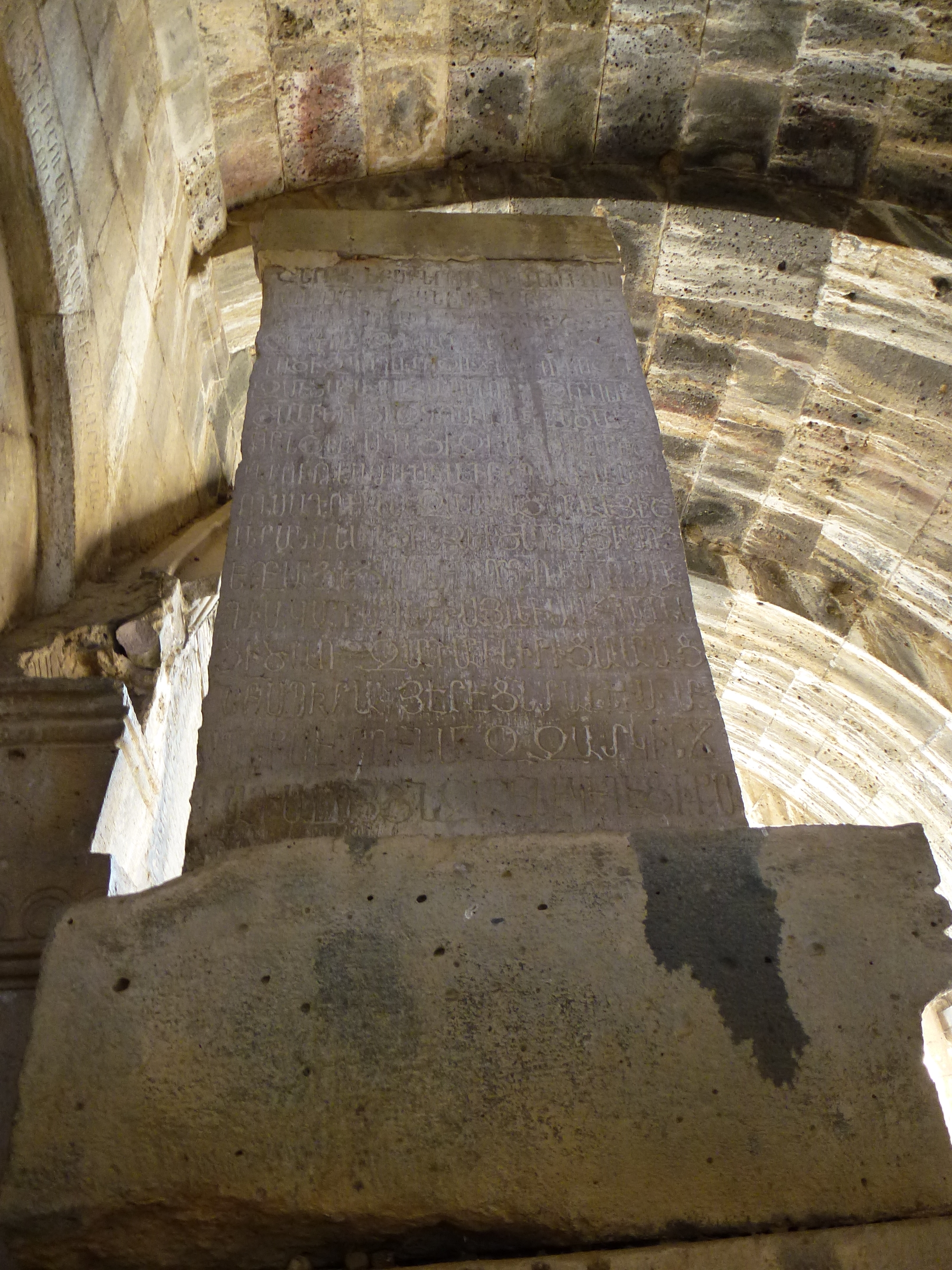
Dos du khatchkar Amenap‘erkič‘ de 1273 (cf. supra pour un plan plus large de son côté face).
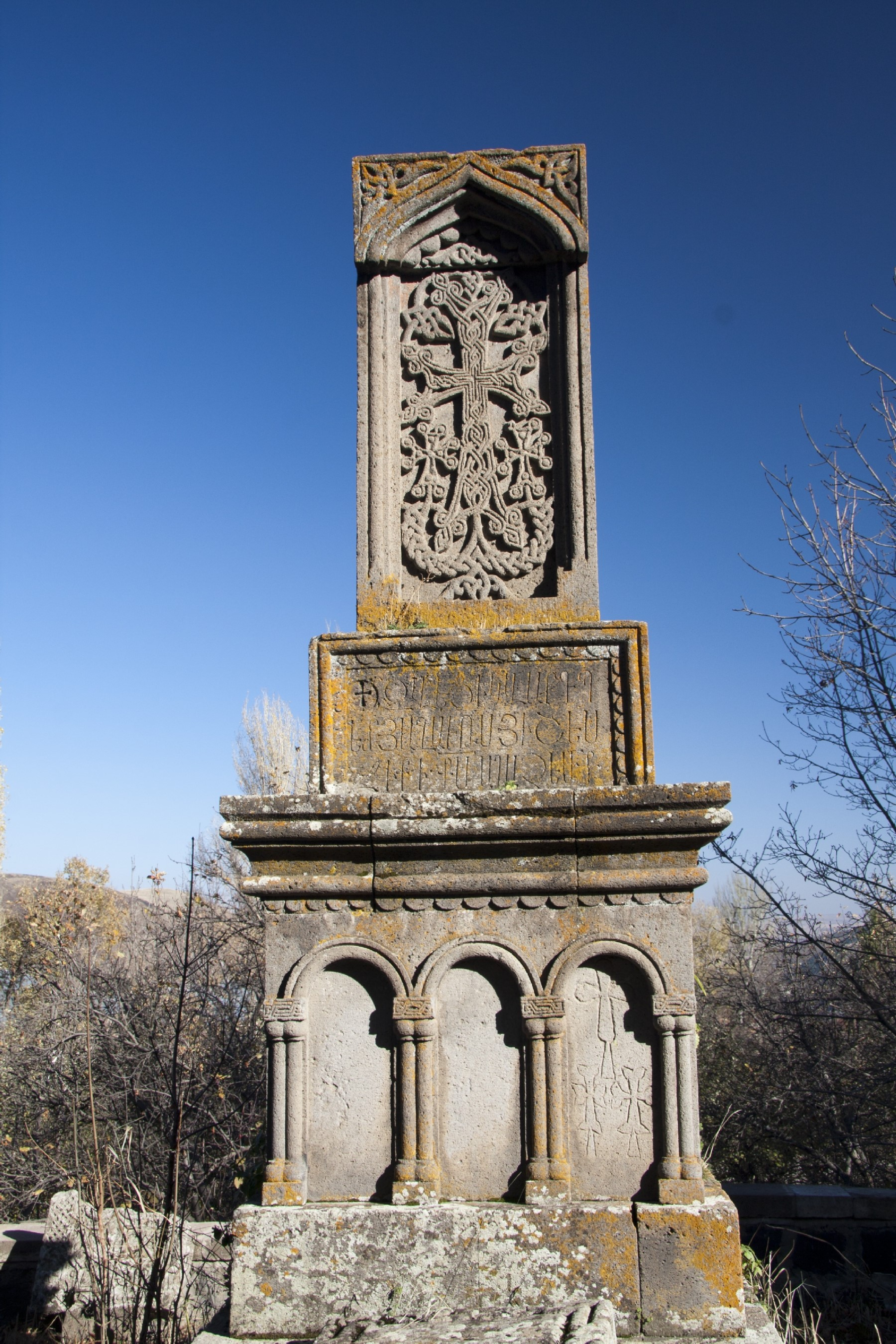
Khatchkar de Maître Vetsik, son auteur comme l'indique l'inscription à la base, 1212, monastère de Ketcharis[60],[Ic. 23].
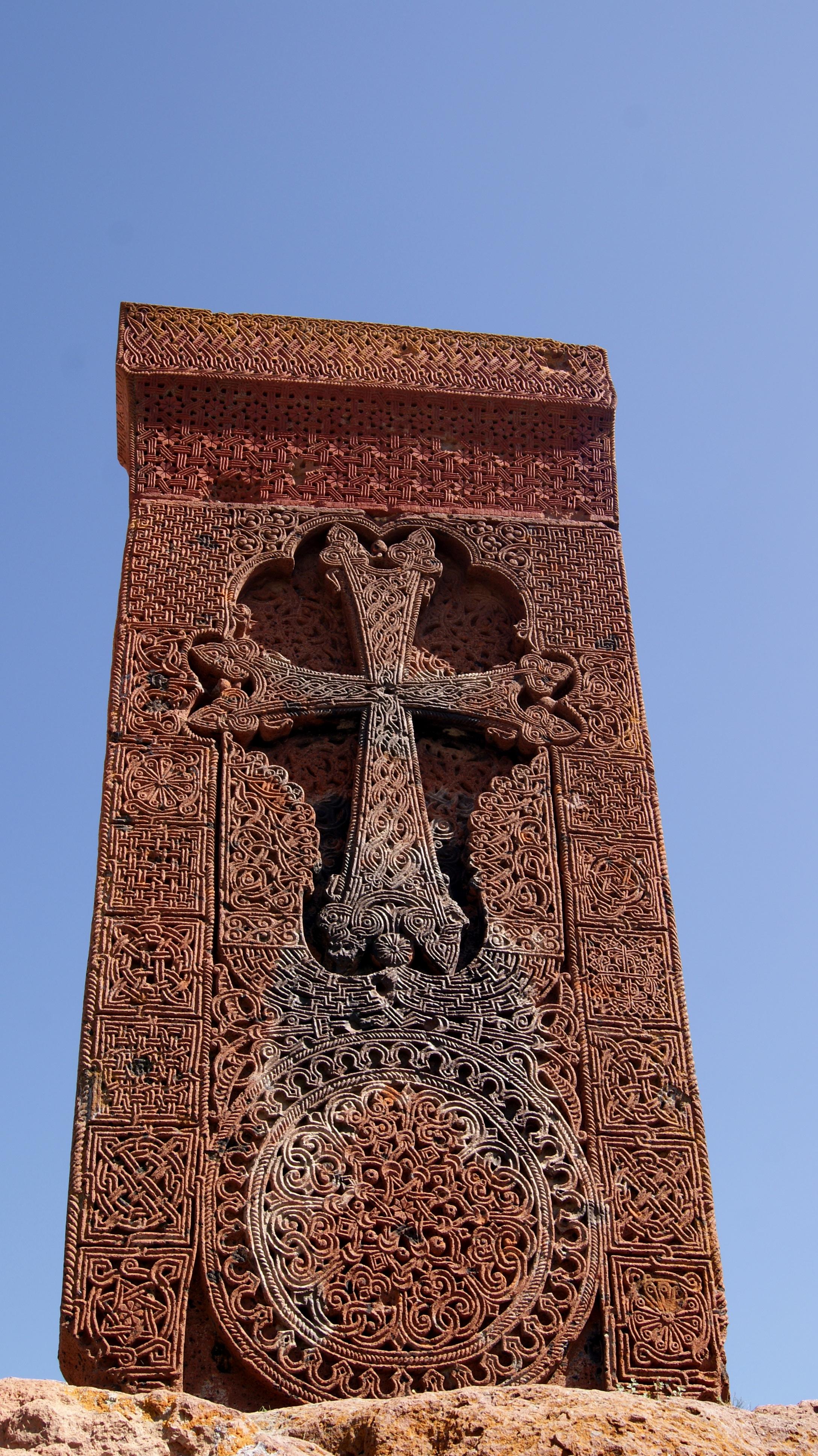
Khatchkar de Mastara, années 1210, nommé selon son inscription « Saint Signe formidable réceptacle divin »[60],[Ic. 24].

## Cimetières de khatchkars
Les cimetières de khatchkars les plus connus sont ceux de Noradouz et de Djoulfa, auxquels peuvent être ajoutés ceux de Gavar, Vardenis et Martouni.

### Noradouz
Le cimetière est situé sur le territoire de la communauté rurale de Noradouz, dans le marz de Gegharkunik, à 90 km au nord d'Erevan, la capitale arménienne, et sur la rive occidentale du lac Sevan.
Il compte 728 khatchkars du IXe / Xe au XVIe / XVIIe siècles, et est le plus grand cimetière de khatchkars de l'Arménie moderne. Le khatchkar le plus ancien est daté de 996, et le cimetière comprend également un ensemble remarquable de khatchkars tardifs.

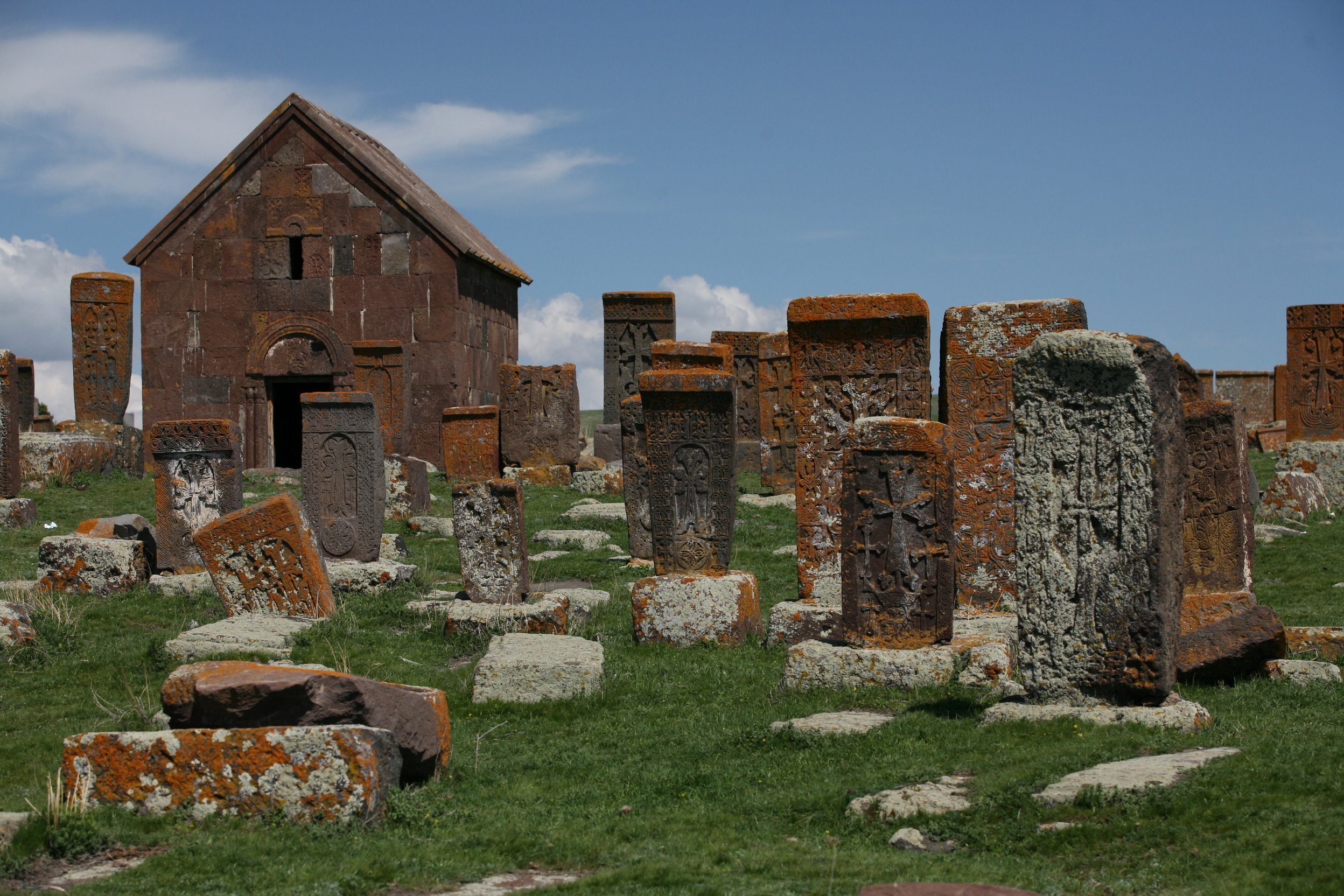
Cimetière de khatchkars de Noradouz.
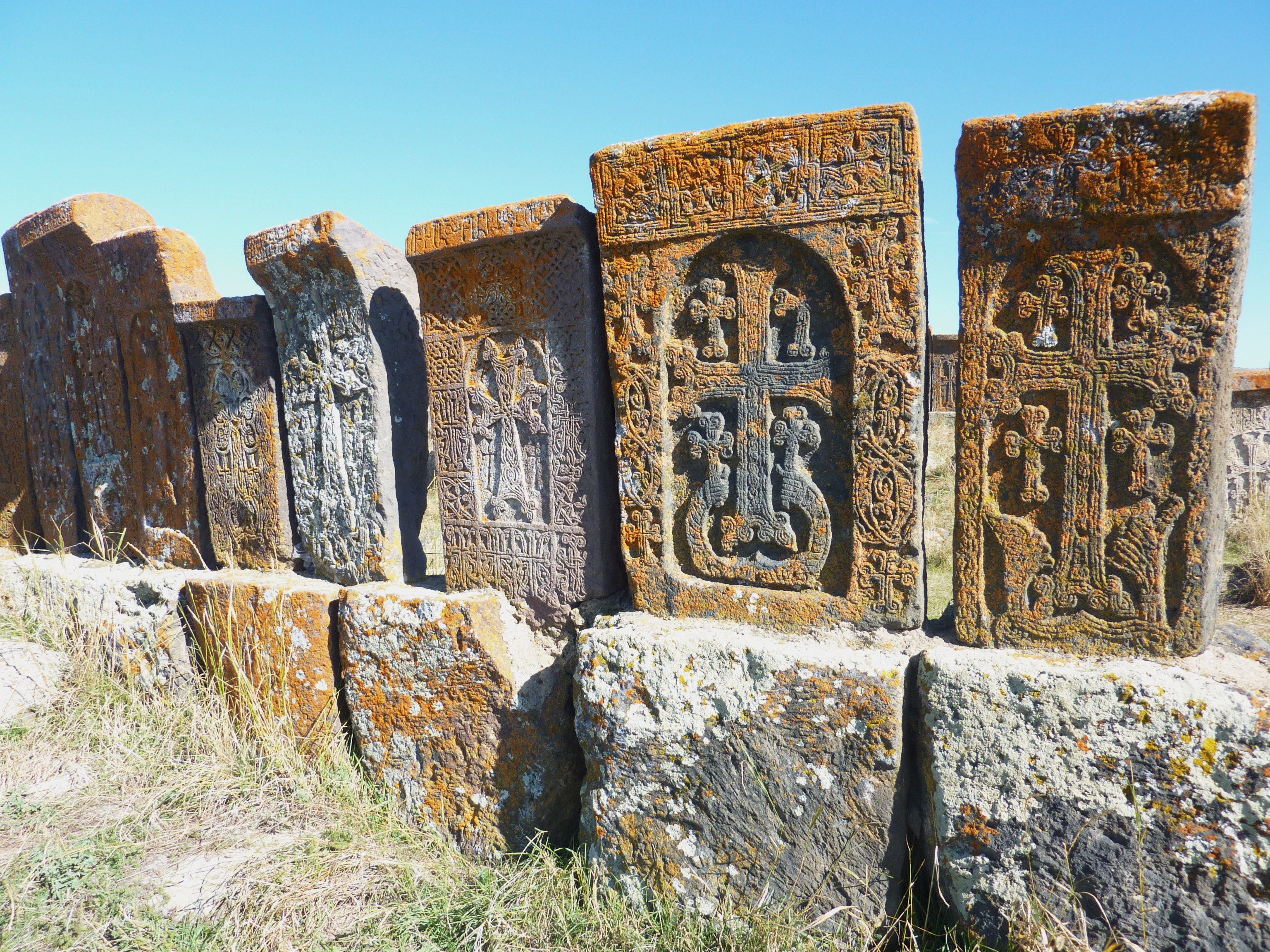
Cimetière de khatchkars de Noradouz.

### Djoulfa
L'emplacement du cimetière se situe non loin à l'ouest de la ville de Djoulfa (raion de Djoulfa), en république du Nakhitchevan (province historique arménienne du Vaspourakan selon le géographe arménien du VIIe siècle Anania de Shirak) en Azerbaïdjan, sur la frontière avec l'Iran. Le cimetière couvrait une superficie de 1 600 m2 et s'étendait jusqu'à l'Araxe, sur trois collines.
Ce cimetière était le plus grand cimetière de khatchkars de l'Arménie historique (10 000 exemplaires au début du XXe siècle, 3 000 avant sa destruction). La plupart des khatchkars, en tuf rouge, hauts et étroits, datait de la fin du XVIe au début du XVIIe siècle et était le produit d'une école spécifique. Le plus vieux remontait cependant à 1160, et d'autres de la fin du XVe siècle. D'autres enfin ont été réalisés jusqu'au XVIIIe siècle.
La destruction du cimetière après la période soviétique débute en 1998 avec la destruction de 800 khatchkars, arrêtée à la suite de protestations de l'UNESCO. Le cimetière est cependant entièrement rasé en 2002 et 2005 en « une opération de destruction planifiée par le gouvernement d'Azerbaïdjan », filmée et photographiée depuis la frontière iranienne. Cette destruction s'inscrit dans une tentative azerbaïdjanaise d'effacer la présence historique arménienne au Nakhitchevan.

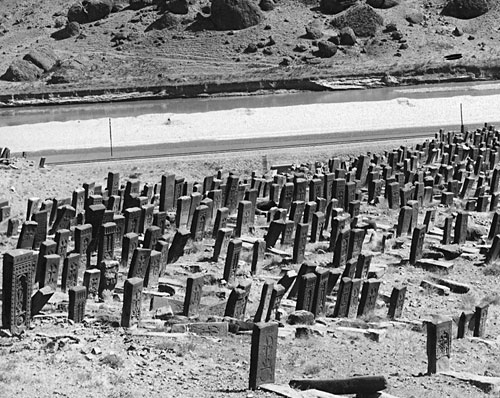
Vue partielle du cimetière de khatchkars de Djoulfa en 1915.
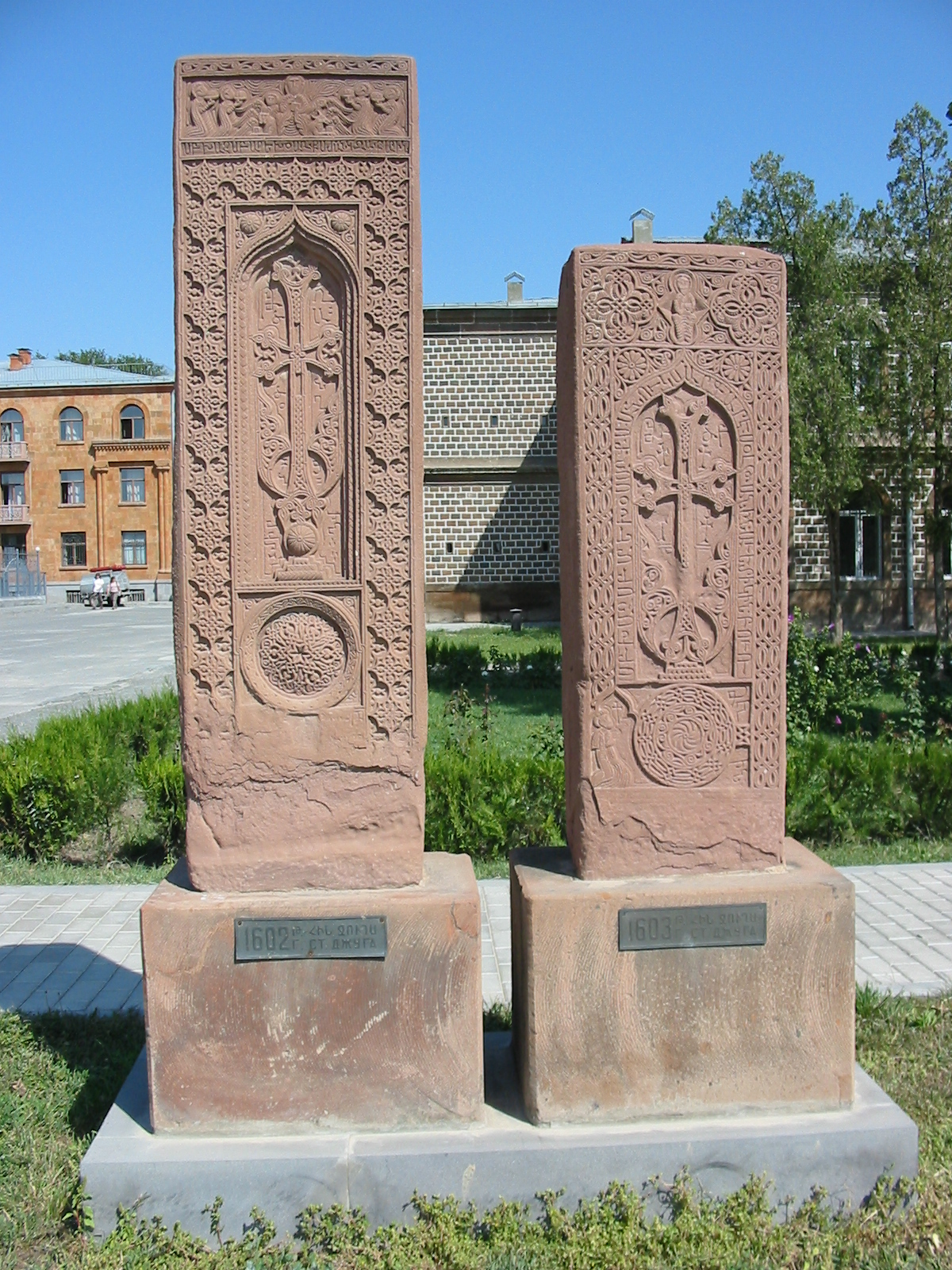
Khatchkars de Djoulfa, XVIe siècle, Etchmiadzin.

## Le khatchkar à l'époque contemporaine

### En Arménie
Le nombre de khatchkars ne peut être estimé, mais on considère à titre d'exemple qu'il en subsiste environ 40 000 en République d'Arménie. L'UNESCO annonce un total de 50 000 dans sa description.
La loi du 11 avril 2003 classe les khatchkars dans la catégorie des biens historiques et culturels immobiliers considérés comme propriété de la république d'Arménie, et en tant que tels non susceptibles d'aliénation.
De bons exemples ont été transférés au musée d'Histoire de l'Arménie (par exemple khatchkars de 991 de Noradouz et de 1291 de Gochavank) à Erevan et autour de la cathédrale d'Etchmiadzin. L'emplacement qui compte le plus de khatchkars en Arménie actuellement est le cimetière de Noradouz (cf. supra).
La création de khatchkars, essentiellement funéraires, a repris en République d'Arménie depuis les années 1960, mais les nouvelles œuvres ne peuvent rivaliser avec les khatchkars médiévaux. On peut ainsi voir des sculpteurs de khatchkars dans certaines parties d'Erevan.

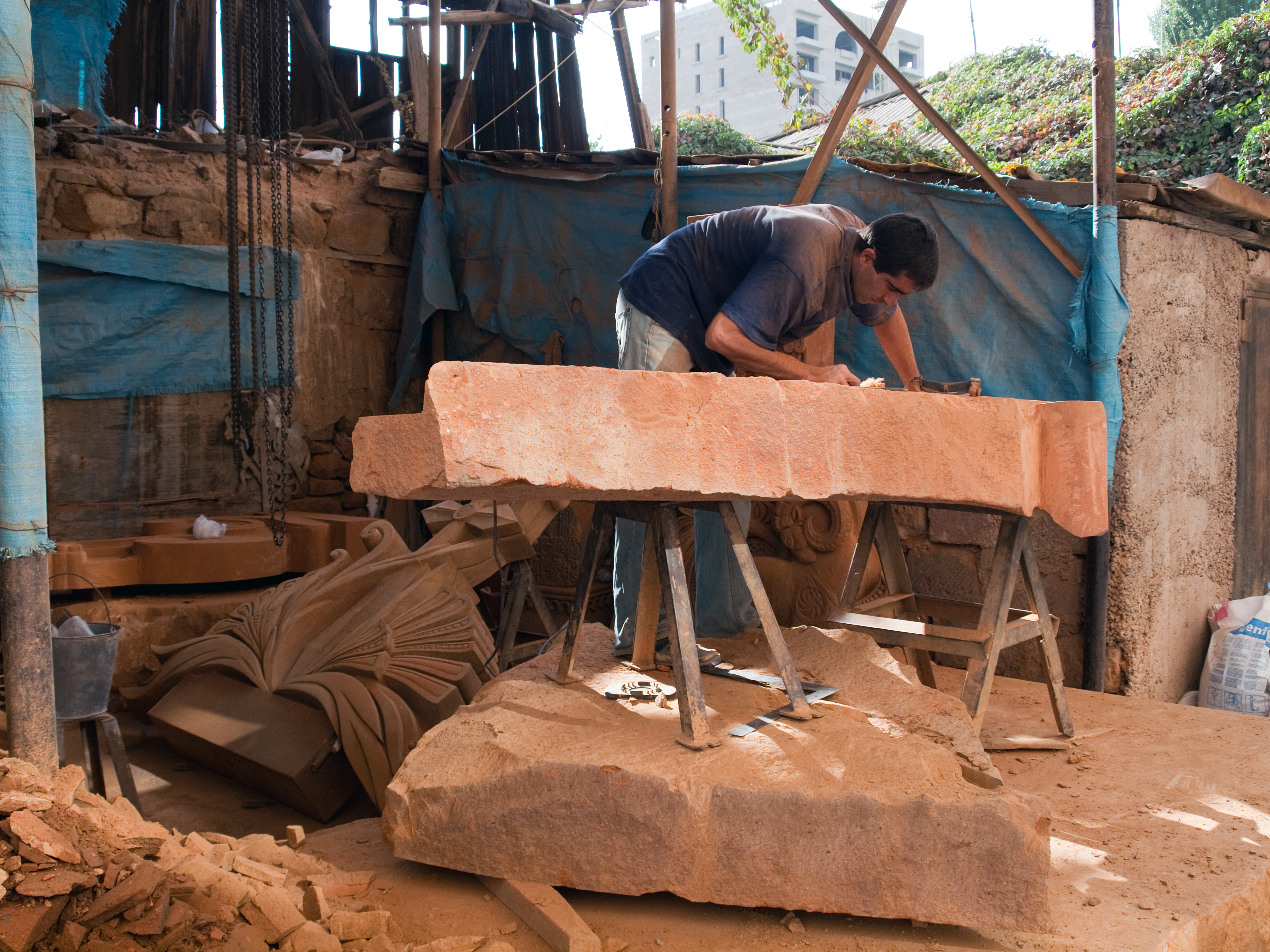
Artiste réalisant un khatchkar, Erevan.
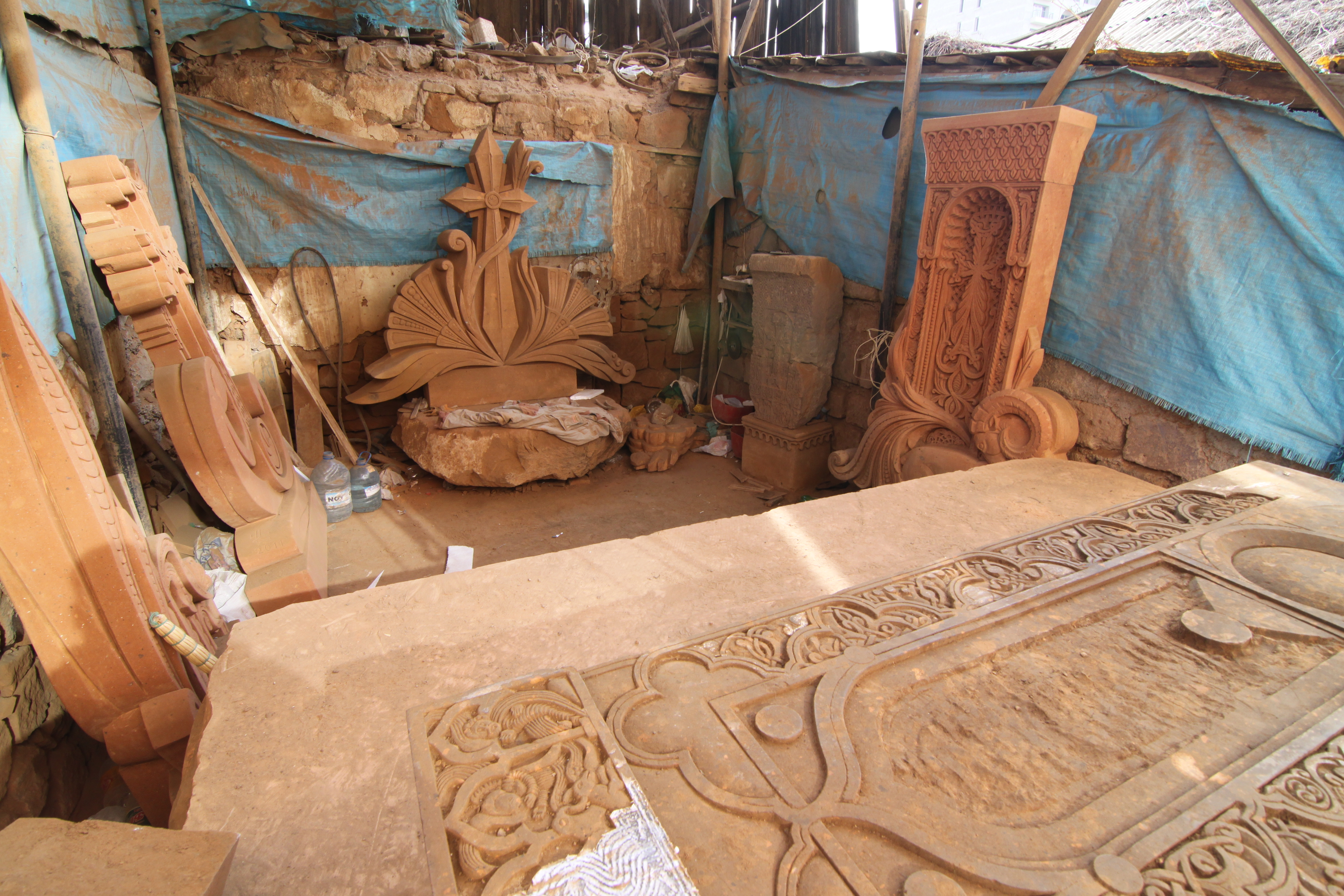
Atelier d'un sculpteur de khatchkars, Erevan.
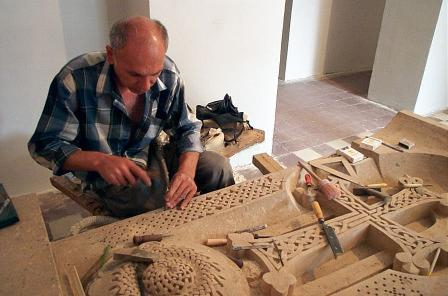
Artiste réalisant un khatchkar, Idjevan.

### Au Haut-Karabagh
Composante de l'Arménie historique, le Haut-Karabagh abrite de nombreux khatchkars.

### Dans le reste de l'Arménie historique

#### En Azerbaïdjan
Dans cette république voisine de l'Arménie, quand les khatchkars ne sont pas simplement détruits, comme le montre le cas du célèbre cimetière de khatchkars de Djoulfa au Nakhitchevan, qui fut rasé, les khatchkars présents sur le territoire de l'actuel Azerbaïdjan sont qualifiés d'« albaniens » dans un but de manipulation de la population et donc, selon l'Académie des sciences de ce pays, d'origine turco-azerbaïdjanaise, par un « processus de révisionnisme actif » mêlant « intention politique et interprétations tendancieuses ».

#### En Géorgie
Le sud de la Géorgie (Djavakhk), où sont présents depuis longtemps et de manière continue des Arméniens, compte également des khatchkars. Ils y sont néanmoins aujourd'hui profanés, dans le cadre d'un mouvement de destruction et de « géorgianisation » visant à minimiser cette présence arménienne, voire systématiquement effacés en tant qu'éléments de la culture arménienne .

### Dans la diaspora
Les Arméniens ont dressé des khatchkars dans tous les centres diasporiques : Caucase du nord, vallée de la Volga, Crimée, Moldavie, Carpates, Perse, Jérusalem, etc..

## Patrimoine culturel immatériel de l'humanité
Le 17 novembre 2010, l'UNESCO a inscrit « l’art des croix de pierre arméniennes. Symbolisme et savoir-faire des Khachkars » sur sa liste du patrimoine culturel immatériel de l'humanité. La demande arménienne d'inscription a été introduite le 15 janvier 2010 par Hasmik Poghosyan, ministre de la Culture. Lors de la discussion de l'inscription par le Comité intergouvernemental de sauvegarde du patrimoine culturel immatériel, l'Azerbaïdjan a tenté de faire modifier l'intitulé en « Symbolisme et savoir-faire des Khachkars arméniens », en contestation du caractère spécifiquement arménien de ces stèles, mais sa demande n'a pas été acceptée ; cette inscription a été perçue par l'Arménie comme une reconnaissance par l'UNESCO du caractère exclusivement arménien des khatchkars.

## Au-delà du khatchkar
Composante typique de l'art arménien, le khatchkar présente naturellement différents liens avec les composantes de l'art et de la culture arméniens.
Ainsi, les motifs présents sur les khatchkars (géométriques, végétaux, animaux, etc.) rejoignent ceux utilisés dans la miniature arménienne ; en cela, les « Commentaires des tables des canons » (du VIIIe au XVIIIe siècle, par Stépanos Siounetsi, Nersès Chnorhali ou Grégoire de Tatev notamment) peuvent également être utilisés pour les comprendre.
Par ailleurs, le khatchkar a naturellement inspiré plusieurs écrivains arméniens, comme Hovhannès Chiraz, Vahagn Davtian ou Sylva Kapoutikian. Archag Tchobanian s'en sert quant à lui pour illustrer, avec d'autres réalisations de l'art arménien, sa Roseraie d'Arménie.
Enfin, le khatchkar se retrouve dans les œuvres de réalisateurs arméniens ou d'origine arménienne. Il apparaît par exemple dans Ararat d'Atom Egoyan, en symbole de la patrie pour un membre de la diaspora.